# Leonardo Sciascia
(Leonardo Sciascia, Il giorno della civetta, 1961)
Leonardo Sciascia (Racalmuto, 8 gennaio 1921 – Palermo, 20 novembre 1989) è stato uno scrittore, giornalista, saggista, drammaturgo, poeta, politico e critico d'arte italiano.
Sciascia è considerato una delle più grandi figure letterarie del Novecento italiano ed europeo. All'ansia di conoscere le contraddizioni della sua terra e dell'umanità, unì un senso di giustizia pessimistico e sempre deluso, ma che non rinuncia mai all'uso della ragione umana di matrice illuminista, per attuare questo suo progetto. All'influenza del relativismo conoscitivo di Luigi Pirandello si possono ricondurre invece l'umorismo e la difficoltà di pervenire a una conclusione che i suoi protagonisti incontrano: la realtà non sempre è osservabile in maniera obiettiva, e spesso è un insieme inestricabile di verità e menzogna.
Ebbe anche un'attività politica importante, attestato inizialmente su posizioni di socialismo democratico e marxismo moderato, poi di radicalismo liberale, garantismo e socialdemocrazia. Dapprima fu consigliere comunale a Palermo (1975-1977) per il Partito Comunista Italiano, ed in seguito (dal 1979 al 1983) deputato in Parlamento per il Partito Radicale, infine fu simpatizzante del Partito Socialista.

## Biografia
Nasce l'8 gennaio 1921 a Racalmuto, in provincia di Agrigento, primo di tre fratelli, figlio di un impiegato, Pasquale Sciascia, e di una casalinga, Genoveffa Martorelli. La madre proviene da una famiglia di artigiani mentre il padre era impiegato presso una delle miniere di zolfo locali e la storia dello scrittore ha le sue radici nella zolfara dove hanno lavorato il nonno e il padre. Trascorre l'infanzia circondato da zie e zii nella casa di Racalmuto di via Regina Margherita, 37 (oggi via Leonardo Sciascia), aperta al pubblico nel luglio del 2019 da privati e inserita nel percorso turistico "Strada degli scrittori".

### Gli studi: il periodo nisseno

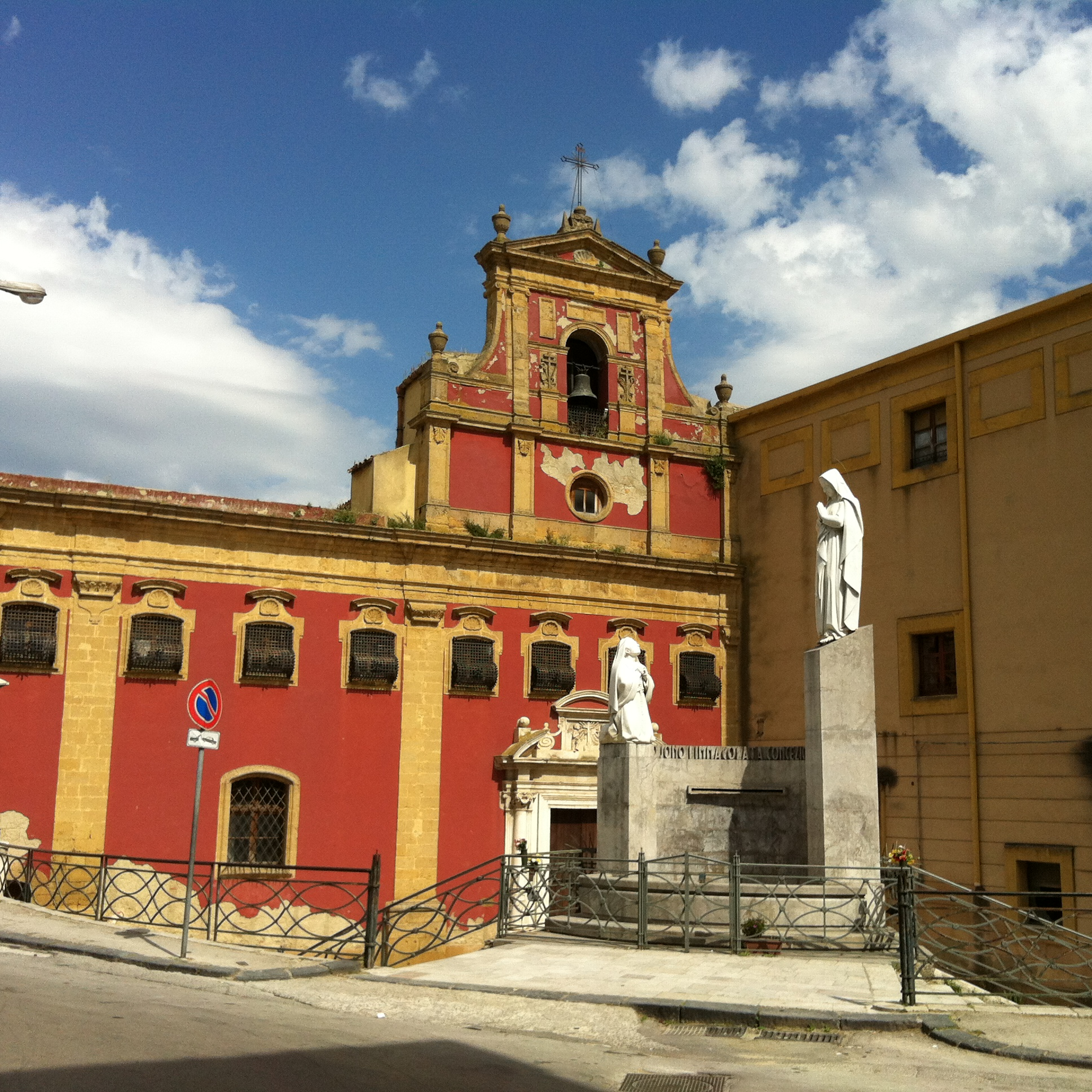
Il monastero di Santa Croce a Caltanissetta, ex sede dell'Istituto Magistrale "IX Maggio" dove Sciascia conseguì il diploma (oggi Parco letterario "Regalpetra", in stato di abbandono).

A sei anni Sciascia inizia la scuola elementare a Racalmuto. Nel 1935 si trasferisce con la famiglia a Caltanissetta dove si iscrive all'Istituto Magistrale "IX Maggio" nel quale insegna Vitaliano Brancati, che diventerà il suo modello e che lo guida nella lettura degli autori francesi, mentre l'incontro con un giovane insegnante, Giuseppe Granata (che fu in seguito senatore comunista), gli fa conoscere l'illuminismo francese e italiano. Egli forma così la propria coscienza civile sui testi di Voltaire, Montesquieu, Cesare Beccaria, Pietro Verri.
Nel capoluogo nisseno trascorrerà gli anni più indimenticabili della sua vita, come lui stesso confessa nella sua autobiografia, fatti delle prime esperienze e delle prime scoperte della vita oltre a rafforzare la sua formazione culturale.
Intanto intrattiene un rapporto epistolare con Giuseppe Tulumello, compaesano di Racalmuto, con cui principalmente condivideva i gusti cinefili. Un'amicizia fraterna, questa, che lo accompagnerà fino alla morte.

Lettera del 1937 inviata da Leonardo Sciascia all'amico Giuseppe Tulumello, tratta dal libro “Dalle parti di Leonardo Sciascia” di Salvatore Picone e Gigi Restivo

Richiamato alla visita di leva viene considerato per due volte non idoneo, ma alla terza viene accettato e assegnato ai servizi sedentari.
Nel 1941 consegue il diploma magistrale e nello stesso anno si impiega al Consorzio Agrario, occupandosi dell'ammasso del grano a Racalmuto, dove rimane fino al 1948. Ebbe così modo di avere un rapporto intenso con la piccola realtà contadina.
Nel 1942 sposa Maria Andronico, maestra nella scuola elementare di Racalmuto. Dalla loro unione nasceranno due figlie, Laura e Anna Maria.
Nel 1948 Leonardo Sciascia rimane scosso dal suicidio dell'amato fratello Giuseppe.

### Le prime opere: poesie e saggi
Nel 1950 pubblica le Favole della dittatura, che Pier Paolo Pasolini nota e recensisce. Il libro comprende ventisette brevi testi poetici, "favole esopiche" classiche, con morali chiare, di cui sono protagonisti animali. Venti di questi testi erano apparsi tra il 1950 e l'estate del 1951 su La Prova fondato a Palermo dal politico democristiano Giuseppe Alessi, periodico politico con il quale Sciascia inizia a collaborare fin dal primo numero firmando il 15 marzo 1950 il necrologio Molto prima del 1984 è morto George Orwell.
Nel 1952, esce la raccolta di poesie La Sicilia, il suo cuore, che viene illustrata con disegni dello scultore catanese Emilio Greco.
Nel 1953 vince il Premio Pirandello, assegnatogli dalla Regione Siciliana per il suo saggio Pirandello e il pirandellismo.
Inizia nel 1954 a collaborare a riviste antologiche dedicate alla letteratura e agli studi etnologici, assumendo l'incarico di direttore di «Galleria» e de «I quaderni di Galleria» edite dall'omonimo Salvatore Sciascia di Caltanissetta.
Nel 1954 Italo Calvino scrive, riferendosi a un'opera di Sciascia:
(Lettera di Italo Calvino a Alberto Carocci, 8 ottobre 1954)
Nel 1956 pubblica Le parrocchie di Regalpetra, una sintesi autobiografica dell'esistenza vissuta come maestro nelle scuole elementari del suo paese. Nello stesso anno viene distaccato in un ufficio scolastico di Caltanissetta.

### A Roma: I racconti

#### Gli zii di Sicilia

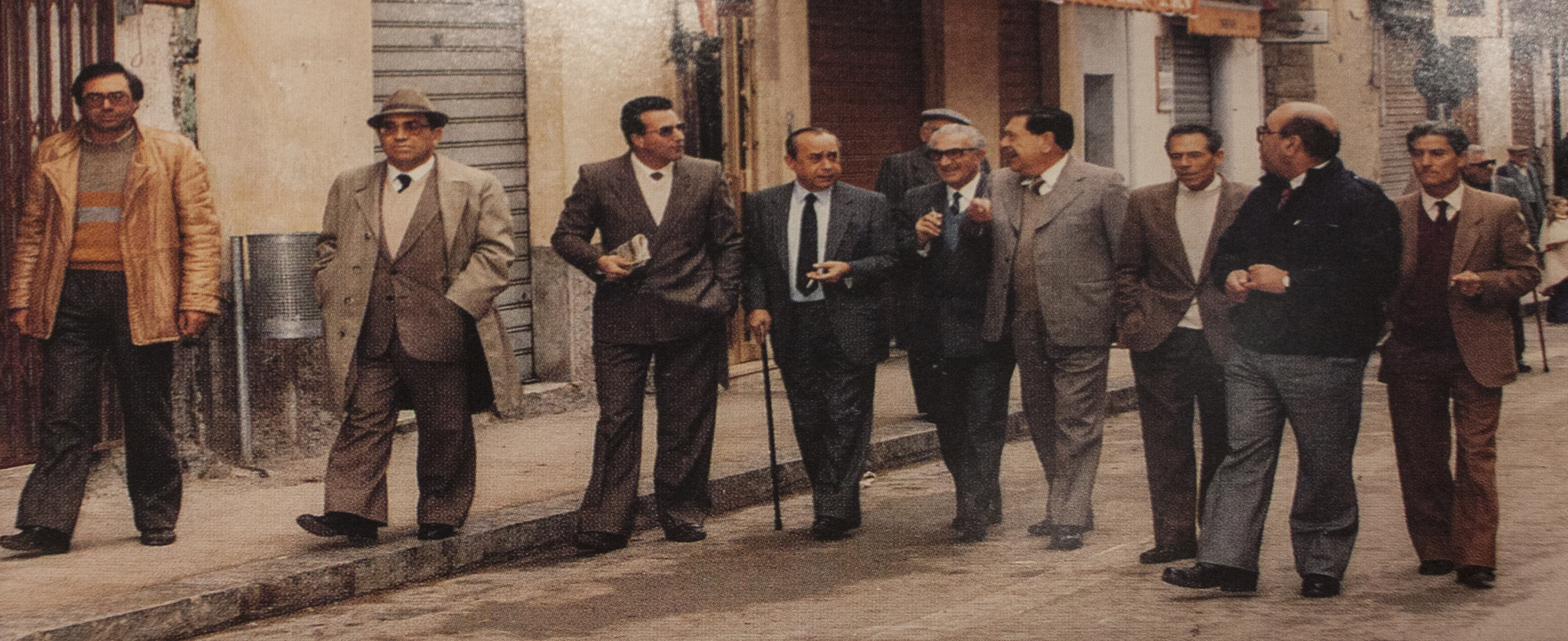
Leonardo Sciascia con amici a passeggio a Racalmuto. Primo sulla sinistra si nota il fotografo Pietro Tulumello.

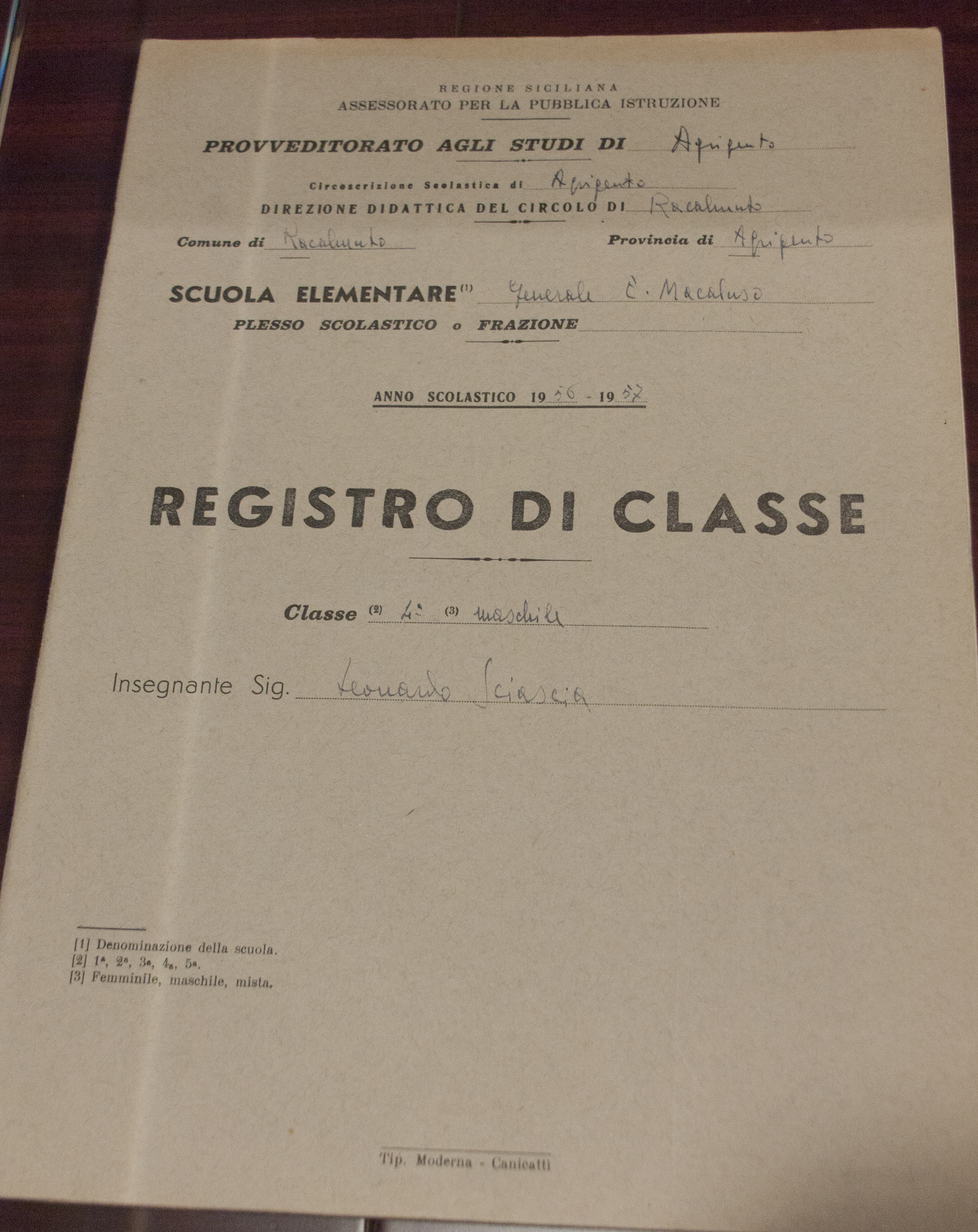
Registro scolastico con la firma di Sciascia

Nell'anno scolastico 1957-1958 viene assegnato al Ministero della pubblica istruzione a Roma e in autunno pubblica i tre racconti che vanno sotto il titolo Gli zii di Sicilia. La breve raccolta si apre con La zia d'America, un tentativo di dissacrare il mito americano dello Zio Sam, visto come dispensatore di doni e libertà.
Il secondo racconto è intitolato La morte di Stalin, nel quale, ancora una volta, il personaggio è un mito, quello del comunismo che viene incarnato, agli occhi del siciliano Calogero Schirò, da Stalin. Il terzo racconto, Il quarantotto, è ambientato nel periodo del Risorgimento (tra il 1848 e il 1860) e tratta del tema dell'unificazione del Regno d'Italia vista attraverso gli occhi di un siciliano. Nel racconto l'autore vuole mettere in evidenza l'indifferenza e il cinismo della classe dominante affrontando un tema già trattato da Federico De Roberto ne I Viceré (1894) e che sarà parimenti affrontato da Giuseppe Tomasi di Lampedusa ne Il Gattopardo.
Nel n° 24 e nel n° 47 del 1960 del Pioniere furono pubblicati due racconti, Il siciliano Jnb Hamdis e Il bracciante sulla Luna.
Alla raccolta si aggiunge, nel 1960, un quarto racconto, L'antimonio, che ebbe favorevole consenso della critica e al quale Pasolini dedicherà un articolo sulla rivista Officina. In esso si narra la storia di un minatore che, scampato ad uno scoppio di grisou (chiamato dagli zolfatari antimonio), parte come volontario per la guerra civile in Spagna.

### A Caltanissetta: i romanzi
Sciascia rimane a Roma un anno e al suo ritorno si stabilisce con la famiglia a Caltanissetta, assumendo un impiego in un ufficio del Patronato scolastico.
Nel 1961 esce Il giorno della civetta col quale lo scrittore inaugura una nuova stagione del giallo italiano contemporaneo, e che gli farà ottenere il premio Crotone nel 1962. Al romanzo si ispira il film omonimo del regista Damiano Damiani, uscito nel 1968.
Gli anni sessanta vedranno nascere alcuni dei romanzi più sentiti dallo stesso autore, dedicati alle ricerche storiche sulla cultura siciliana.

Nel 1963 pubblica Il consiglio d'Egitto, ambientato in una Palermo del '700 dove vive e agisce un abile falsario, l'abate Giuseppe Vella, che "inventa" un antico codice arabo che dovrebbe togliere ogni legittimità ai privilegi e ai poteri dei baroni siciliani a favore del Viceré Caracciolo.

Leonardo Sciascia con lo scrittore Franco Pappalardo La Rosa.

### Il ritorno al saggio
Nel 1964 pubblica il breve saggio o racconto, come dice lo stesso Sciascia nella prefazione alla ristampa del 1967, Morte dell'Inquisitore, ambientato nel '600, che prende spunto dalla figura dell'eretico siciliano fra' Diego La Matina, vittima del Tribunale dell'Inquisizione siciliana, che uccide Juan Lopez De Cisneros, inquisitore nel Regno di Sicilia.
La Compagnia del Teatro Stabile di Catania, diretta da Turi Ferro, mette in scena Il giorno della civetta, con la riduzione teatrale di Giancarlo Sbragia.
Risale al 1965 il saggio Feste religiose in Sicilia che fa da cornice alla presentazione di una raccolta fotografica ad opera di Ferdinando Scianna, fotografo di Bagheria, dove torna l'accostamento della Sicilia alla Spagna, soprattutto per quanto riguarda il valore e l'importanza, in ambedue le società, della superstizione religiosa e del mito.

### La commedia
Sempre nel 1965 esce la sua commedia L'onorevole che è un'impietosa denuncia delle complicità tra governo e mafia.

### Il ritorno al romanzo

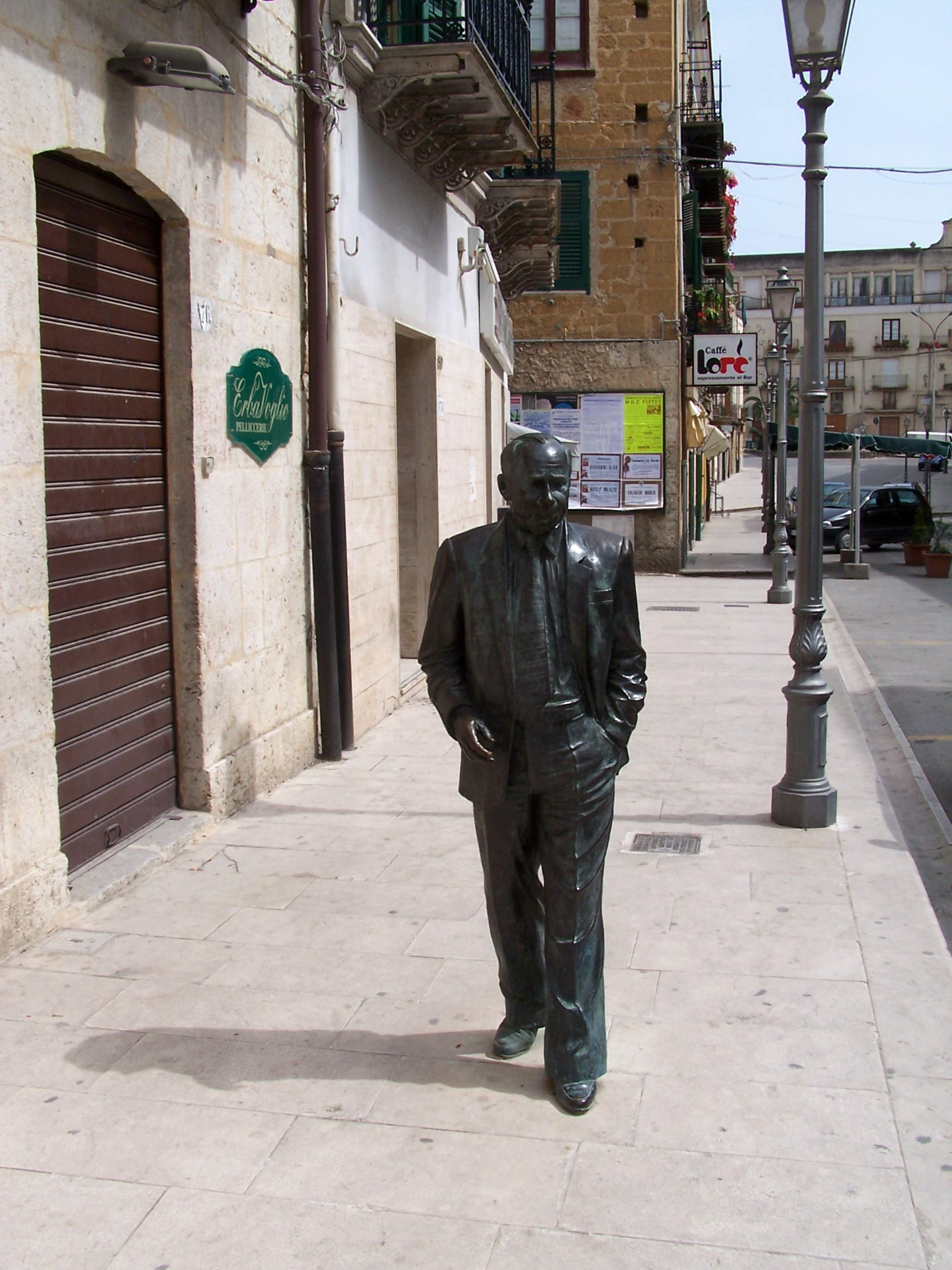
Statua di Sciascia a Racalmuto

Nel 1966 ritorna con un romanzo, A ciascuno il suo, che riprende le modalità del "giallo" già utilizzate ne Il giorno della civetta.

La vicenda narrata è quella di un professore di liceo, Paolo Laurana, che inizia per curiosità personale le indagini sulla morte del farmacista del paese e dell'amico dottore, ma che si scontra con il silenzio di tutti i paesani, silenzio dovuto alla paura e alla corruzione. Come commento alla tenacia nelle indagini del professore e alla sua tragica fine, l'explicit del libro si risolve in una frase lapidaria: 
Dal romanzo, il regista Elio Petri trae, nel 1967, il film omonimo.

### Le analisi sull'arte
Leonardo Sciascia si dedicherà all'analisi critica della pittura, e in particolare al siciliano Mario Bardi, asserendo nel 1967: "Non c'è niente nella pittura di Bardi, che non possa spiegarsi con la pittura. E tuttavia non c'è niente nella sua pittura che la Sicilia, a riscontro, non possa spiegare: e non soltanto negli avvenimenti, nei fatti, ma anche e soprattutto nel modo di essere. E nel suo modo di essere pittore".
L'interesse di Leonardo Sciascia, si estende verso gli incisori jugoslavi Makuc, Jaki, Gliha... anche se la sua attenzione si focalizza sempre più sugli artisti di origine siciliana come Mario Bardi, Bruno Caruso, Piero Guccione, Andrea Vizzini.

### A Palermo
Nel 1967 si trasferisce a Palermo per seguire negli studi le figlie e per scrivere. Esce intanto per l'editore Mursia l'antologia Narratori di Sicilia, curata da Sciascia in collaborazione con Salvatore Guglielmino.
Nel 1969 inizia la sua collaborazione con il Corriere della Sera e pubblica Recitazione della controversia liparitana dedicata ad A.D., che racconta, attraverso una rappresentazione teatrale, la controversia per la vendita di una partita di ceci per la quale il vescovado di Lipari non vuole pagare la tassa (siamo all'inizio del '700). Il vescovo aveva scomunicato i gabellieri, ma il re, mediante l'appello per abuso, aveva annullato la scomunica. La storia, apparentemente banale, in realtà denuncia i rapporti tra Stato-guida dell'ex Urss e gli Stati satelliti. Le iniziali A.D. identificano Alexander Dubček, che fu protagonista nel 1968 della Primavera di Praga.

### La pensione

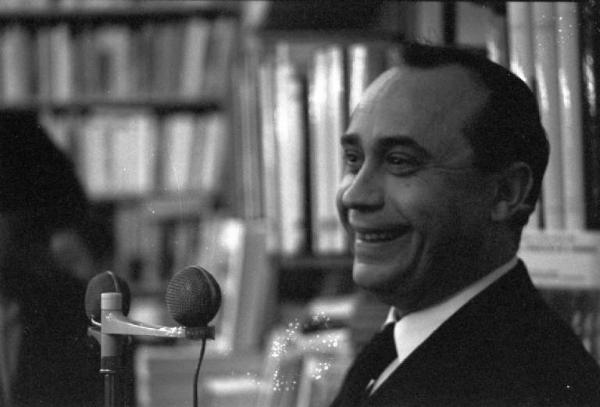
Leonardo Sciascia nella libreria Einaudi di Milano, fotografato da Carla Cerati (1966)

Nel 1970 Sciascia va in pensione e pubblica la raccolta di saggi "La corda pazza", nella quale l'autore chiarisce la propria idea di "sicilitudine" e dimostra una rara sensibilità artistica espressa per mezzo di sottili capacità saggistiche. Quest'opera riporta, già dal titolo, a Luigi Pirandello che nel suo libro "Berretto a sonagli" sostiene che ognuno di noi ha in testa "come tre corde d'orologio, quella "seria", quella "civile", quella "pazza"".
Sciascia vuole indagare sulla "corda pazza" che, a suo parere, coglie le contraddizioni e le ambiguità ma anche la forza razionalizzante di quella Sicilia che è tanto oggetto dei suoi studi.

### Il ritorno al genere poliziesco
Il 1971 è l'anno de Il contesto, con il quale l'autore ritorna al genere poliziesco. La vicenda si svolge intorno all'ispettore Rogas che deve risolvere una complicata vicenda che origina da un errore di giustizia e una serie di omicidi di giudici. Benché il romanzo sia ambientato in un paese immaginario, il lettore riconosce senza sforzo l'Italia contemporanea. Il libro desta molte polemiche, più politiche che estetiche, alle quali Sciascia non vuole partecipare, ritirando così la candidatura del romanzo al premio Campiello.
Dal romanzo venne ispirato il film di Francesco Rosi, uscito nel 1976 e intitolato Cadaveri eccellenti.
Con gli Atti relativi alla morte di Raymond Roussel del 1971, si comprende che in Sciascia la propensione ad includere la denuncia sociale nella narrazione di episodi veri di cronaca nera si fa sempre più forte. Così sarà ne I pugnalatori del 1976 e ne L'affaire Moro del 1978.
Nel 1973 pubblica Il mare colore del vino e scrive la prefazione ad un'edizione della Storia della colonna infame di Alessandro Manzoni, in cui scrive: "Più vicini che all'illuminista ci sentiamo oggi al cattolico. Pietro Verri guarda all'oscurità dei tempi e alle tremende istituzioni, Manzoni alle responsabilità individuali".
Nel 1974 pubblica la prefazione ad una ristampa dei Dialoghi, dello scrittore greco Luciano di Samosata dal titolo Luciano e le fedi.
Esce intanto Todo modo, un libro che parla "di cattolici che fanno politica" e che viene stroncato dalle gerarchie ecclesiastiche. Il racconto, di genere poliziesco, è ambientato in un eremo/albergo dove si effettuano esercizi spirituali. In questo luogo, durante il ritiro annuale di un gruppo di "potenti", tra i quali cardinali, uomini politici e industriali, si verifica una serie di inquietanti delitti.
Anche da questo romanzo verrà tratto un film (Todo modo), diretto dal regista Elio Petri nel 1976.

### L'impegno politico

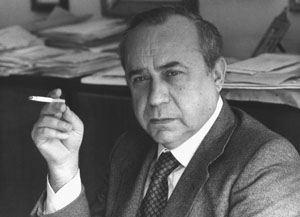
Leonardo Sciascia nel periodo della sua attività politica in Parlamento

Alle elezioni comunali di Palermo nel giugno 1975 lo scrittore si candida come indipendente nelle liste del PCI; viene eletto con un forte numero di preferenze, ottenendo il secondo posto come numero di preferenze dopo Achille Occhetto, segretario regionale del partito, e davanti ad un altro illustre candidato, Renato Guttuso.
Nello stesso anno pubblica La scomparsa di Majorana, un'indagine sulla scomparsa del fisico Ettore Majorana avvenuta negli anni trenta. Sempre in merito a Ettore Majorana in diverse occasioni Leonardo Sciascia, nel 1974, affermò di averlo conosciuto personalmente in un convento della Calabria dove si è recato a trovarlo per ben 2 volte.
Nel 1976 esce una ristampa delle commedie L'onorevole e Recitazione della controversia liparitana con l'aggiunta de I mafiosi.
Nello stesso anno pubblica l'indagine I pugnalatori, un libro inchiesta su una vicenda avvenuta a Palermo nel 1862 che vide uccise a pugnalate 13 persone.
All'inizio del 1977 Sciascia si dimette dalla carica di consigliere del Partito Comunista Italiano. La sua contrarietà al compromesso storico e il rifiuto per certe forme di estremismo lo portano infatti a scontri molto duri con la dirigenza del Partito.

#### L'inchiesta sulla strage di via Fani e l'arrivo in parlamento
Nel 1978 pubblica L'affaire Moro sul sequestro, il processo e l'omicidio nella cosiddetta "prigione del popolo" di Aldo Moro organizzato dalle Brigate Rosse.
Nel giugno del 1979 accetta la proposta dei Radicali e si candida sia al Parlamento europeo sia alla Camera. Eletto in entrambe le sedi istituzionali resta a Strasburgo solo due mesi e poi opta per Montecitorio, dove rimarrà deputato fino al 1983 occupandosi dei lavori della Commissione parlamentare d'inchiesta sulla strage di via Fani, sul sequestro e l'assassinio di Aldo Moro (con una forte critica rivolta alla cosiddetta "linea della fermezza", difatti Sciascia si era prodigato perché si trattasse con le Brigate Rosse per liberare Moro) e sul terrorismo in Italia. Da una parte si trova in lui il rifiuto della violenza, dall'altra una costante critica del potere costituito e dei suoi segreti inconfessabili. È inoltre membro della commissione agricoltura e della bicamerale antimafia.
Si espresse anche contro la legislazione d'emergenza, che istituiva poteri speciali e inaspriva molte fattispecie di reato; egli era inoltre contrario al "pentitismo" (sia per il terrorismo sia per la mafia), in quanto premiava troppo un colpevole in cambio di rivelazioni che potevano essere fallaci, anche a danno di innocenti. Fu inoltre uno dei primi a ravvisare lati oscuri nel rapporto tra il terrorismo e lo Stato. A Sciascia venne attribuito lo slogan "né con lo Stato né con le Brigate Rosse", per indicare la volontà di molti intellettuali di criticare duramente lo Stato senza per questo aderire al terrorismo rosso; in realtà egli non pronunciò mai questa frase.

#### L'intervento nel dibattito pubblico e parlamentare
Sciascia fu molto attivo nel dibattito parlamentare presentando interrogazioni ed interpellanze molto polemiche su fatti di cocente attualità che fecero discutere: il caso Evangelisti sul finanziamento illecito alla DC, il caso Donat-Cattin, lo scandalo dei petroli e il caso Pecorelli, le frodi legate alla ricostruzione dopo il terremoto del Belice, l’omicidio dei magistrati Giangiacomo Ciaccio Montalto e Gaetano Costa. Nel marzo 1982 i parlamentari del Partito Radicale (tramite interrogazioni dei deputati Bonino, Rippa, Faccio, Boato e altri) e altri del PDUP (Famiano Crucianelli) e indipendenti (Stefano Rodotà), denunciano le torture inflitte ai brigatisti dalla polizia, principalmente durante il sequestro del generale James Lee Dozier; il Ministro dell'Interno Virginio Rognoni, che poi ammetterà di avere autorizzato i "metodi duri" e dato il "via libera" alle squadre speciali guidate dal prefetto Umberto Improta e dai funzionari Fioriolli, Genova e Ciocia, critica pesantemente i deputati. Il 23 marzo 1982 Sciascia prende la parola alla Camera, ribattendo in maniera decisa al Ministro:
Sciascia prese inoltre le difese, attraverso interventi pubblici ed articoli giornalistici scritti di suo pugno, del suo amico, il presentatore televisivo Enzo Tortora, finito in manette nel 1983 con l'accusa di collusione con la camorra ma poi riconosciuto innocente dopo un lungo calvario giudiziario. Il "caso Tortora" servì a Sciascia come occasione per parlare del problema della giustizia in Italia:
(Leonardo Sciascia, Corriere della Sera, 14 ottobre 1983)

### I contatti con la cultura francese
In questi anni aumenta i suoi viaggi a Parigi e si intensificano i contatti con la cultura francese. Nel 1977 pubblica Candido ovvero un sogno fatto in Sicilia, dove è chiaro il riferimento al Candido di Voltaire.
Esce in quegli anni Nero su Nero, una raccolta di commenti ai fatti relativi al decennio precedente, La Sicilia come metafora, un'intervista di Marcelle Padovani e Dalle parti degli infedeli, lettere di persecuzione politica inviate negli anni cinquanta dalle alte gerarchie ecclesiastiche al vescovo di Patti, con il quale inaugura la collana della casa editrice Sellerio intitolata La memoria che festeggia nel 1985 la centesima pubblicazione con le sue Cronachette.

Leonardo Sciascia, in compagnia dell’amico d’infanzia Giuseppe Tulumello, intervistato da Marcelle Padovani

Nel 1980 pubblica Il volto sulla maschera e la traduzione di un'opera di Anatole France, Il procuratore della Giudea. Nel 1981 pubblica Il teatro della memoria e, in collaborazione con Davide Lajolo, Conversazioni in una stanza chiusa. Nel 1982 esce Kermesse e La sentenza memorabile, nel 1983 Cruciverba, una raccolta di suoi scritti già pubblicati su riviste, giornali e prefazioni a libri. Pubblica nel 1983 Stendhal e la Sicilia, un saggio per commemorare la nascita dello scrittore francese.

### Gli ultimi anni di vita

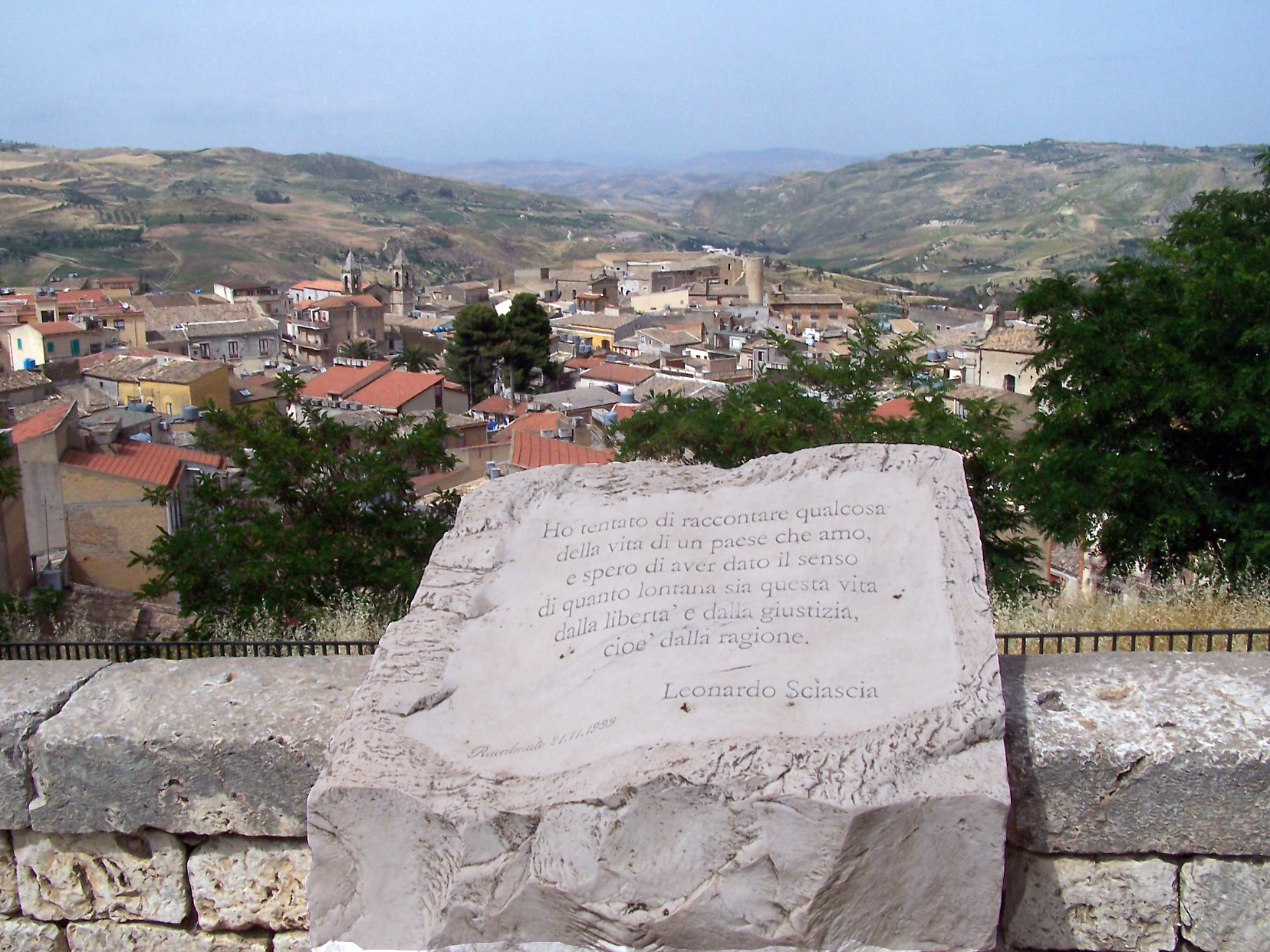
Ricordo di Sciascia a Racalmuto

In quegli stessi anni gli fu diagnosticato il mieloma multiplo. Sempre più spesso fu costretto a lasciare la Sicilia per Milano per curarsi ma continuò, sia pure con fatica, la sua attività di scrittore. Nel 1984 pubblica Occhio di Capra, una raccolta di modi di dire e proverbi siciliani, nel 1985 Cronachette e nel 1986 La strega e il capitano, un saggio per commemorare la nascita di Alessandro Manzoni.
Carichi di tristi motivi autobiografici sono i brevi romanzi gialli Porte aperte del 1987, Il cavaliere e la morte del 1988 e Una storia semplice, ispirato al furto della Natività con i santi Lorenzo e Francesco d'Assisi del Caravaggio, che uscirà in libreria il giorno stesso della sua morte. Il 25 giugno 1986 Sciascia scrive a Bettino Craxi, comunicandogli di aver votato per il PSI nelle elezioni regionali siciliane di quell'anno e invitando il leader socialista a favorire il ricambio della classe dirigente siciliana del partito.

Nel 1987 cura una mostra molto suggestiva, all'interno della Mole Antonelliana a Torino, dal titolo Ignoto a me stesso (aprile-giugno). Erano esposte quasi 200 rare fotografie scelte da Leonardo Sciascia e concesse in originale da importanti istituzioni di tutto il mondo. Si tratta di ritratti di scrittori famosi, dai primi dagherrotipi ai giorni nostri, da Edgar Allan Poe a Rabindranath Tagore a Gorkij a Jorge Luis Borges. Il catalogo viene stampato da Bompiani e oltre il saggio di Sciascia Il ritratto fotografico come entelechia contiene 163 ritratti e altrettante citazioni dei relativi scrittori. La chiave della mostra è forse la citazione di Antoine de Saint-Exupéry: 
Una delle sue ultime battaglie politiche fu in difesa di Enzo Tortora (suo amico di lungo corso, vittima di errore giudiziario e divenuto anch'egli un militante radicale) e il sostegno dato ad Adriano Sofri, accusato nel 1988 dell'omicidio Calabresi (Sciascia chiese anche che si facesse finalmente luce sulla morte dell'anarchico Giuseppe Pinelli del 1969).
Pochi mesi prima di morire scrive Alfabeto pirandelliano, A futura memoria (se la memoria ha un futuro), che verrà pubblicato postumo, e Fatti diversi di storia letteraria e civile edito da Sellerio.

### La morte

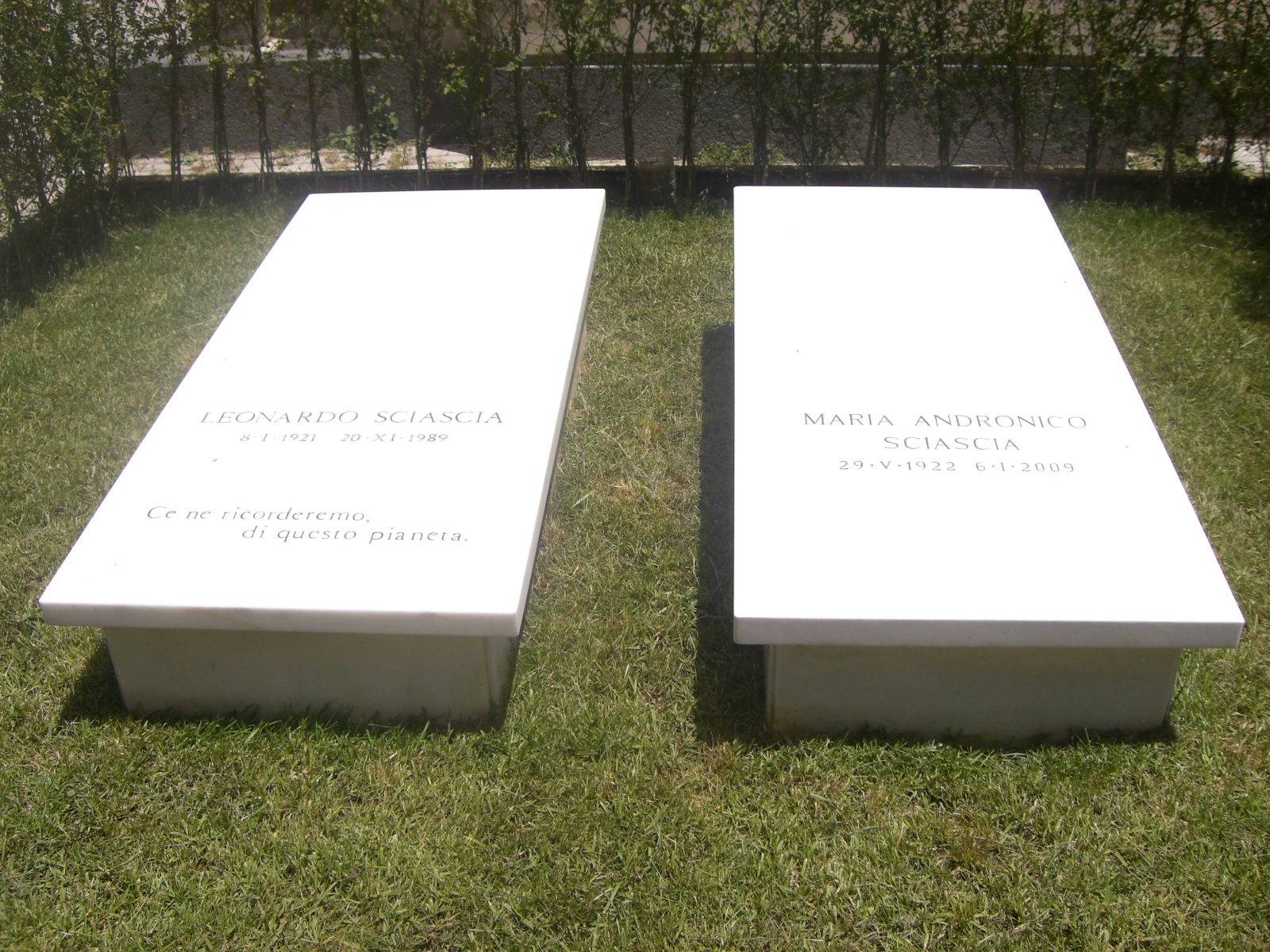
La tomba di Leonardo Sciascia accanto a quella della moglie, Maria Andronico, presso il cimitero di Racalmuto.

Leonardo Sciascia morì a Palermo il 20 novembre 1989, in seguito a complicazioni della malattia che lo affliggeva (nefropatia da mieloma multiplo con insufficienza renale cronica, per cui si sottoponeva spesso a emodialisi presso lo studio del medico chirurgo Salvatore Miccichè ), e chiese i funerali in Chiesa, per "non destare troppo scandalo" attorno alla famiglia a Racalmuto. Con lui nella sua bara la moglie e gli amici vollero mettere un crocifisso d'argento, simbolo che egli rispettava, pur non essendo un credente in senso stretto (ma nemmeno ateo: «mi guidano la ragione, l'illuministico sentire dell'intelligenza, l'umano e cristiano sentimento della vita, la ricerca della verità e la lotta alle ingiustizie, alle imposture e alle mistificazioni», scrisse). Al funerale viene ricordato da numerose parole di stima, fra cui quelle del grande amico Gesualdo Bufalino.

È sepolto nel cimitero di Racalmuto, suo paese natale; sulla lapide bianca una sola frase: 
(Epitaffio sulla tomba di Sciascia, la citazione è di Auguste de Villiers de L'Isle-Adam)
Il senso di una frase simile su una tomba è apparso poco "laico e agnostico" a molti, paventando una conversione religiosa di Sciascia, ma è stata vista anche come segno di speranza e di rimpianto. Su un manoscritto, conservato dalla famiglia, Sciascia scrive:
(Leonardo Sciascia)

## L'attività giornalistica di Sciascia
Oltre all'attività letteraria, Sciascia ebbe anche un'intensa esperienza giornalistica, scrivendo per numerosi giornali e riviste italiane.

Sciascia e Marco Pannella

In particolare Sciascia collaborò sin dal 1955 con il quotidiano palermitano L'Ora - il primo articolo, del 23 febbraio 1955, è dedicato al poeta dialettale catanese Domenico Tempio - scrivendo sulle pagine culturali e tenendovi una rubrica fissa, il Quaderno, tra 1964 e il 1968.
(Leonardo Sciascia, 3 aprile 1965)
Sul Corriere della Sera la sua collaborazione è alterna: dal 1969 al 1972. Se ne allontana “simbolicamente” il 10 gennaio 1987, giorno della pubblicazione dell'articolo sui professionisti dell'antimafia.
Su La Stampa suoi articoli compaiono già dal 1972, ma collabora col quotidiano torinese più assiduamente dopo aver "rotto" con il Corriere della Sera.
Collabora anche con Malgrado Tutto, piccolo periodico di Racalmuto, su cui Sciascia scrive fin dalla fondazione.
Intanto nel 1967 ha pubblicato l'antologia (curata con Salvatore Guglielmino) Narratori di Sicilia dove ha scritto nell'introduzione che "il carattere essenziale della letteratura narrativa siciliana è il realismo" e, nel 1971 gli Atti relativi alla morte di Raymond Roussel che ricostruiscono gli ultimi giorni a Palermo dello scrittore francese, dove il suo convincimento che la letteratura non sia un oggetto esterno rispetto alla realtà va aumentando, per poi insistere sullo stesso tema soprattutto tramite La scomparsa di Majorana (1975), L'affaire Moro (1978) e Nero su nero (1979).

### La polemica sull'antimafia
(Intervista del 1983)

Sciascia e Paolo Borsellino (25 gennaio 1988)

10 gennaio 1987 apparve sul Corriere della Sera un articolo di Sciascia destinato a sollevare feroci e mai sopite polemiche. Il pezzo, dal titolo redazionale I professionisti dell'antimafia, prendeva spunto dal libro "La mafia durante il fascismo" di Christopher Duggan dedicato alla lotta condotta da Mori contro la mafia, e terminava con un passo nel quale venivano biasimati i criteri adottati dal Consiglio superiore della magistratura per l’assegnazione del posto di procuratore della Repubblica di Marsala al giudice Paolo Borsellino. A Borsellino era stato infatti assegnato il posto di procuratore non per anzianità di servizio, criterio unico vigente fino a quel momento, ma per specifiche e particolarissime competenze professionali nel settore della malavita organizzata (in uno dei passi dell'articolo lo scrittore dichiarava che "nulla vale più, in Sicilia, per far carriera nella magistratura, del prender parte a processi di stampo mafioso"); La critica al CSM venne ancora ribadita da Sciascia nell’articolo del Corriere della Sera del 26 gennaio 1987, in cui si legge: "di più grave reità mi si carica per avere attaccato come carrierista il dottor Borsellino, procuratore della Repubblica a Marsala, cosa per niente vera ed evidentissima in quel mio articolo. Ho attaccato invece il modo, e il principio che su quel modo veniva a stabilirsi, con cui il Consiglio superiore della magistratura ha proceduto alla sua nomina". In un successivo articolo lo scrittore di Racalmuto ribadì la contraddizione del CSM, che non aveva assegnato il posto di procuratore a Falcone perché, anche se magistrato di straordinaria competenza, era più giovane di Antonino Meli; il CSM assumeva così una decisione opposta a quella presa per Borsellino (promosso perché competente, anche se più giovane dell’altro concorrente): «Soprattutto mi inquietava il comportamento del Consiglio Superiore della Magistratura che deroga al principio dell’anzianità per promuovere Paolo Borsellino, ma ristabilisce il vecchio criterio per non promuovere Giovanni Falcone». Sempre sul Corriere, rispondendo ai suoi critici, aggiungerà: 
Dopo la pubblicazione dell'articolo Sciascia, da sempre simbolo della lotta alla mafia, fu bersagliato dagli attacchi di molte personalità della cultura e della politica che prima lo avevano elogiato, e venne isolato dalle maggiori forze politiche, eccezion fatta per i Radicali e i Socialisti. L'associazione Coordinamento Antimafia, che dallo scrittore venne definita «una frangia fanatica e stupida», lo tacciò d'essere un quaquaraquà «ai margini della società civile» e Marcelle Padovani, sulle colonne del Nouvel Observateur, accusò Sciascia di avanzare «misere polemiche» a causa del suo «incoercibile esibizionismo». Sciascia è stato criticato in seguito anche dallo storico Paolo Pezzino, il quale afferma che lo scrittore fosse legato alla vecchia immagine del mafioso come "uomo d'onore" e che quindi non fosse in grado di percepire la reale pericolosità della mafia moderna, e dall'amico Andrea Camilleri.
In realtà Sciascia, ispirato dalla sua concezione fortemente garantista e avversa ai processi mediatici e sommari, ravvisava il pericolo di un ritorno ai metodi di Cesare Mori durante il fascismo (ispirandosi alla critica contenuta nel libro di Christopher Duggan e riprendendo, come già si intuisce dalle riflessioni del capitano Bellodi ne Il giorno della civetta, il motto di Girolamo Li Causi "né mafia né Mori") e temeva, come già con le leggi speciali negli anni di piombo, una possibile involuzione autoritaria della Sicilia e del Paese. Questa sua concezione era anche estesa all'intero diritto penale, in quanto lo scrittore era un deciso sostenitore dello stato di diritto: egli era avverso a ogni procedura vagamente "inquisitoria", anche in momenti critici, all'uso massiccio del pentitismo, dei collaboratori di giustizia e della chiamata in correità non suffragata da adeguati riscontri (ma basata solo sulla credibilità intrinseca del teste), pratiche da lui rigettate in maniera anche viscerale, per motivi di principio. Contemporaneamente alla critica verso gli eccessi dell'antimafia professionista, continua però il suo impegno civile di testimone contro la mafia, venendo intervistato per la televisione locale da Mauro Rostagno, il sociologo assassinato da Cosa nostra nel 1988.

## La Fondazione Leonardo Sciascia

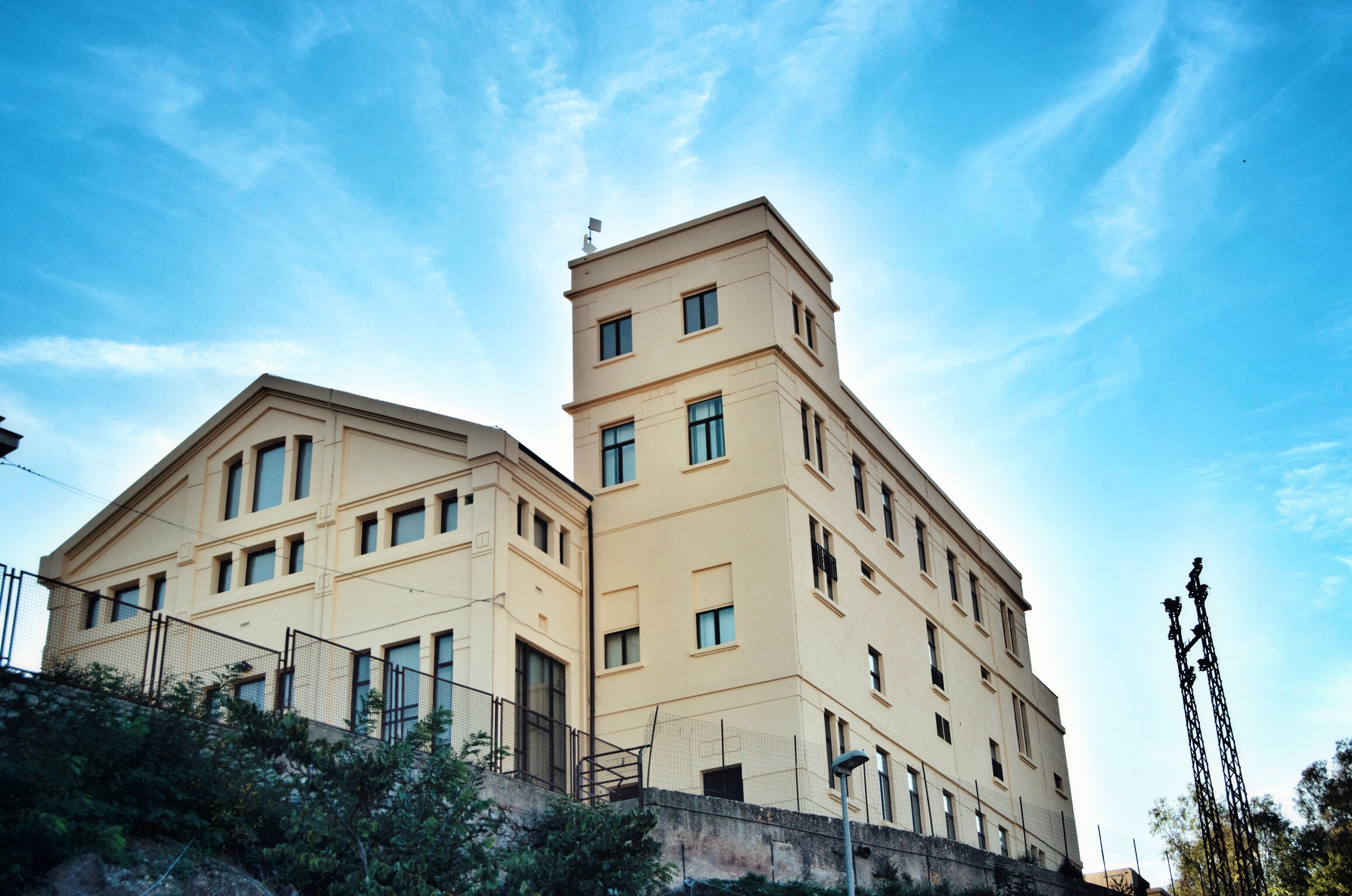
La sede della Fondazione Leonardo Sciascia a Racalmuto

La Fondazione Leonardo Sciascia, ente morale giuridicamente riconosciuto, è stata istituita dal Comune di Racalmuto d'intesa con lo scrittore, che ha donato una pregevole collezione di ritratti di scrittori, quasi tutte le edizioni italiane e straniere dei suoi libri, le lettere ricevute in mezzo secolo d'attività letteraria e circa duemila volumi della sua biblioteca. 
Il Comune di Racalmuto ha acquistato dall'Enel un edificio già sede di una centrale elettrica e lo ha trasformato su progetto dell'architetto Antonio Foscari dell’Università di Venezia in sede della Fondazione.
Patrimonio insostituibile è la grande pinacoteca che raccoglie più di duecento ritratti di scrittori, realizzati con tecniche differenti e in diverse epoche, quasi tutti donati da Leonardo Sciascia: una collezione unica al mondo. Pregevole è anche il patrimonio librario della biblioteca, che conta ad oggi più di dodicimila volumi.

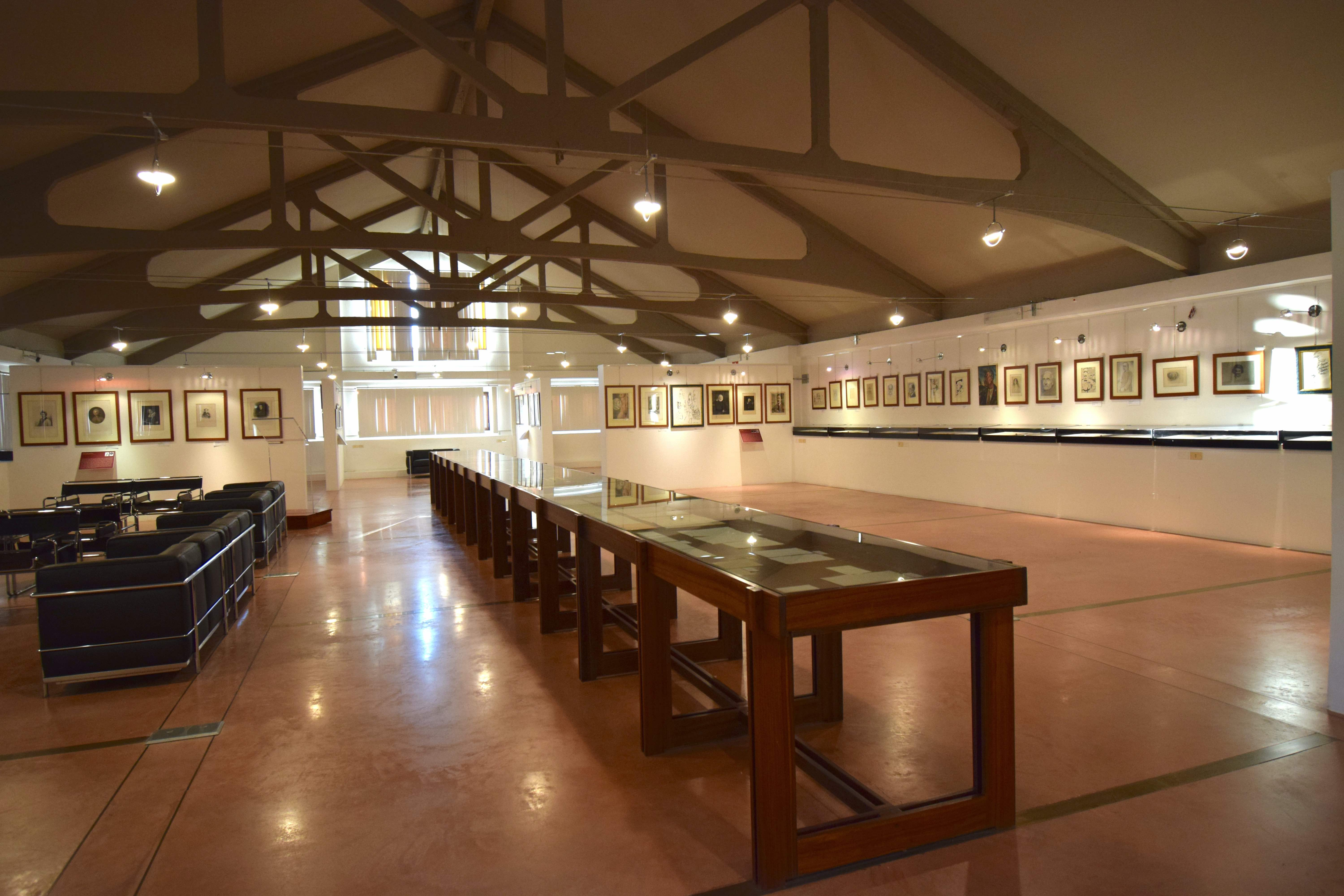
La pinacoteca

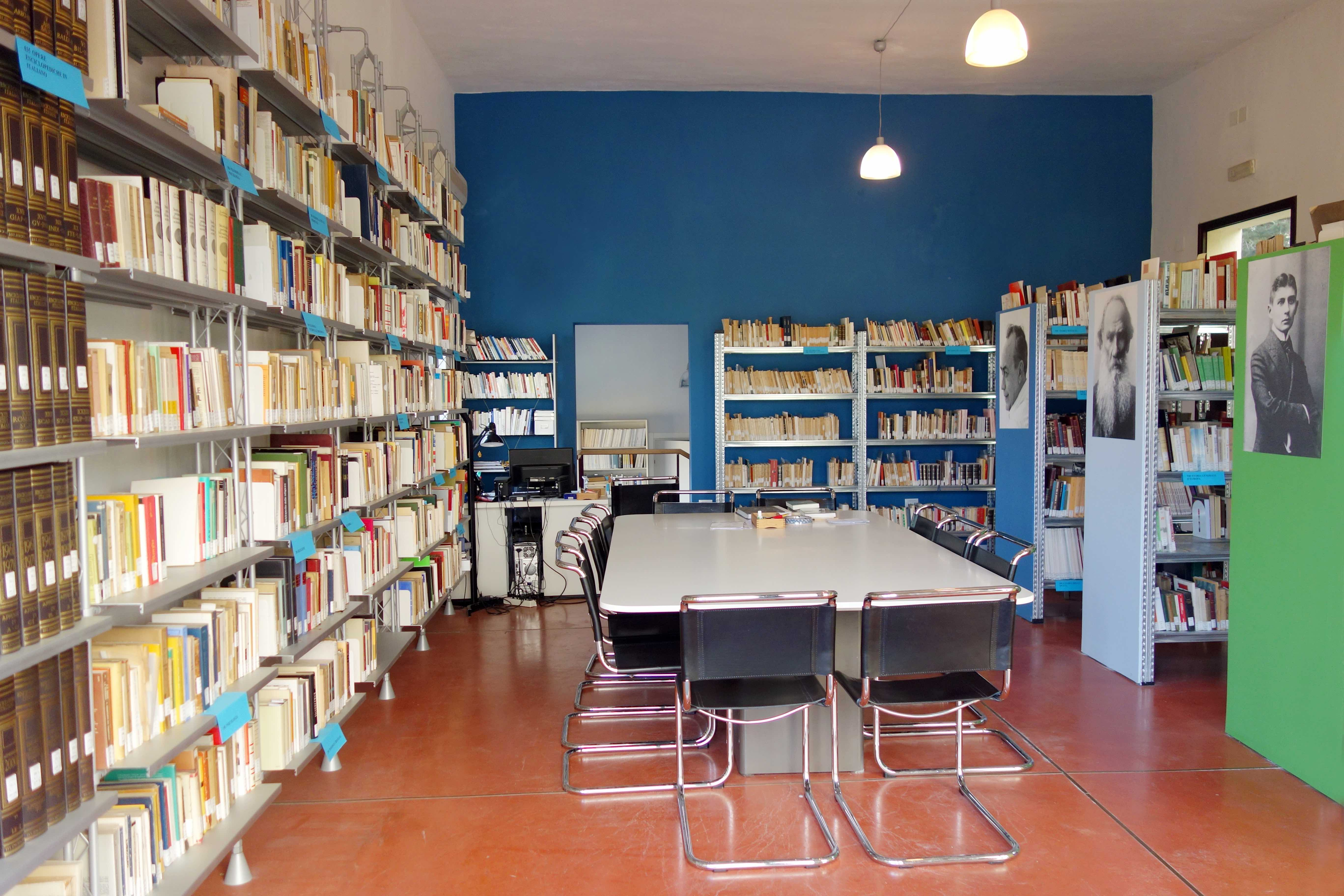
La biblioteca

Ad attirare studiosi e appassionati è soprattutto la corrispondenza dello scrittore - già disponibile da alcuni anni in formato digitale - intrattenuta in oltre mezzo secolo di attività con letterati, giornalisti, editori ed artisti, ma anche con semplici lettori; lettere e documenti di notevole interesse intellettuale e grande valore culturale in quanto testimonianza “di prima mano” di buona parte dell'attività letteraria europea della seconda metà del Novecento. Insieme alle oltre quattordicimila lettere (tra i nomi dei mittenti Pier Paolo Pasolini, Italo Calvino, Elio Vittorini, Jorge Guillén, Vicente Alexandre, Vincenzo Consolo, Manuel Puig, Fabrizio Clerici, Mario Dell'Arco, Giancarlo Vigorelli, Gesualdo Bufalino, Salvatore Battaglia, Piero Chiara, Mario Tobino, Dominique Fernandez, Jean-Noël Schifano, Francesco Rosi, Florestano Vancini, Luigi Squarzina, Vittorio Gassman), l’archivio conserva migliaia di articoli pubblicati sulla stampa italiana ed estera di e su Leonardo Sciascia.
Di particolare interesse anche la mostra fotografica permanente “La Sicilia, il suo cuore”, interamente dedicata a ritratti d'autore di Sciascia.

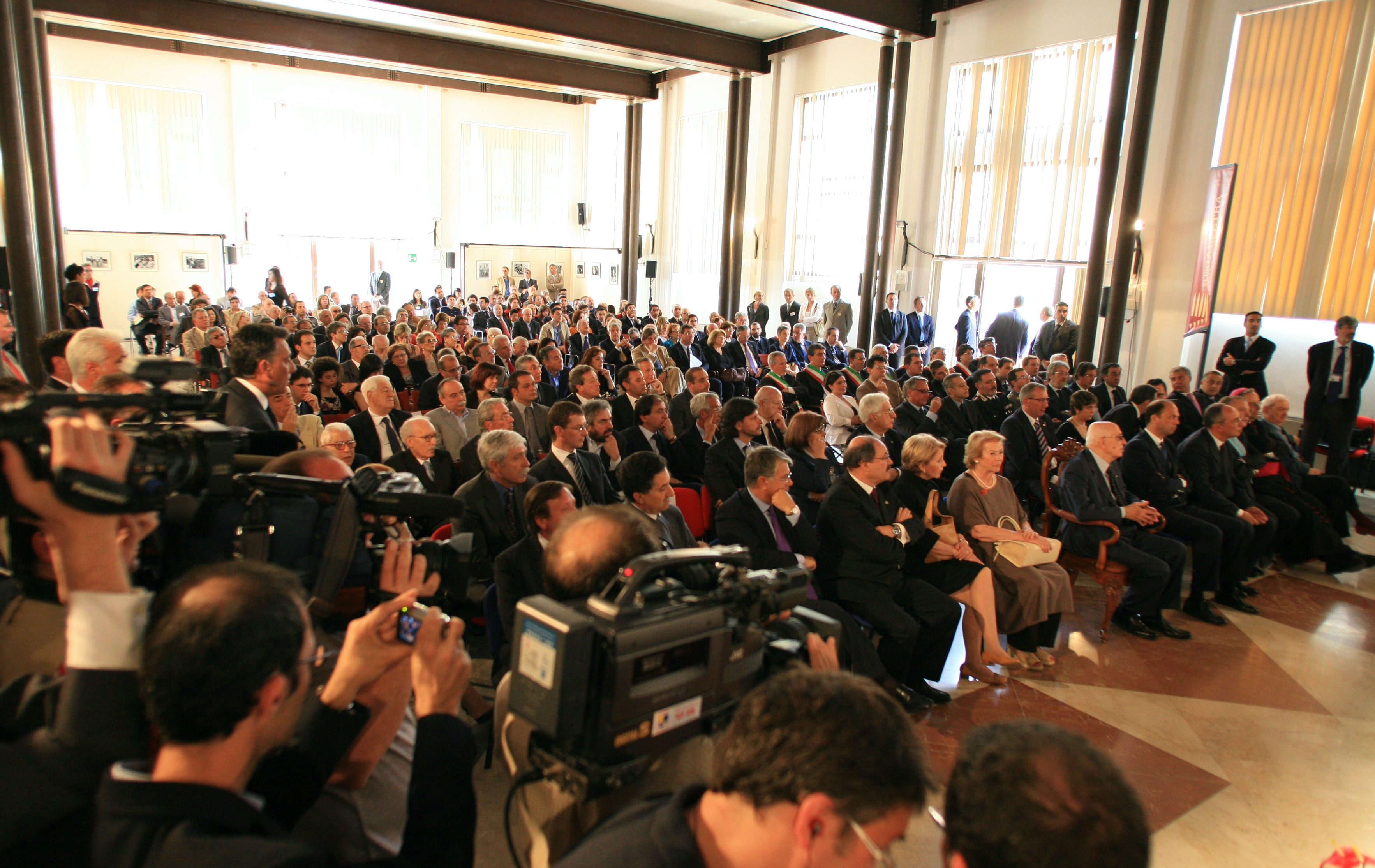
Giorgio Napolitano in visita alla Fondazione Sciascia il 24 maggio del 2009

Sede di prestigiosi convegni letterari e scientifici, di mostre di pittura, scultura, di esibizioni musicali, di rassegne cinematografiche, di seminari di studio su diversi temi, curatrice e promotrice di pubblicazioni strettamente legate aI ricordo, all'opera e all'attualizzazione del messaggio di Leonardo Sciascia, la Fondazione mantiene contatti con studiosi italiani, spagnoli, francesi, polacchi, tedeschi, ungheresi, russi, britannici; la mostra di ritratti di Sciascia è stata esposta a Parigi, Varsavia, Amsterdam, Colonia, Belgrado, Vienna, Podgorica, Novi Sad, con la collaborazione degli Istituti Italiani di Cultura o di associazioni culturali.
Va ancora ricordato che la Presidenza del Consiglio dei Ministri le ha conferito, per I’anno 1997, il Premio per la Cultura come riconoscimento per l’attività svolta. Il 24 maggio 2009, nella ricorrenza del ventennale della morte dello scrittore, il Presidente della Repubblica italiana, Giorgio Napolitano, ha visitato i locali della Fondazione, celebrando l’impegno civile di Sciascia con commossa partecipazione e Poste Italiane per ben due volte (nel 2010 e nel 2021) ha emesso un francobollo commemorativo dedicato a Sciascia.

## L'associazione "Amici di Leonardo Sciascia"

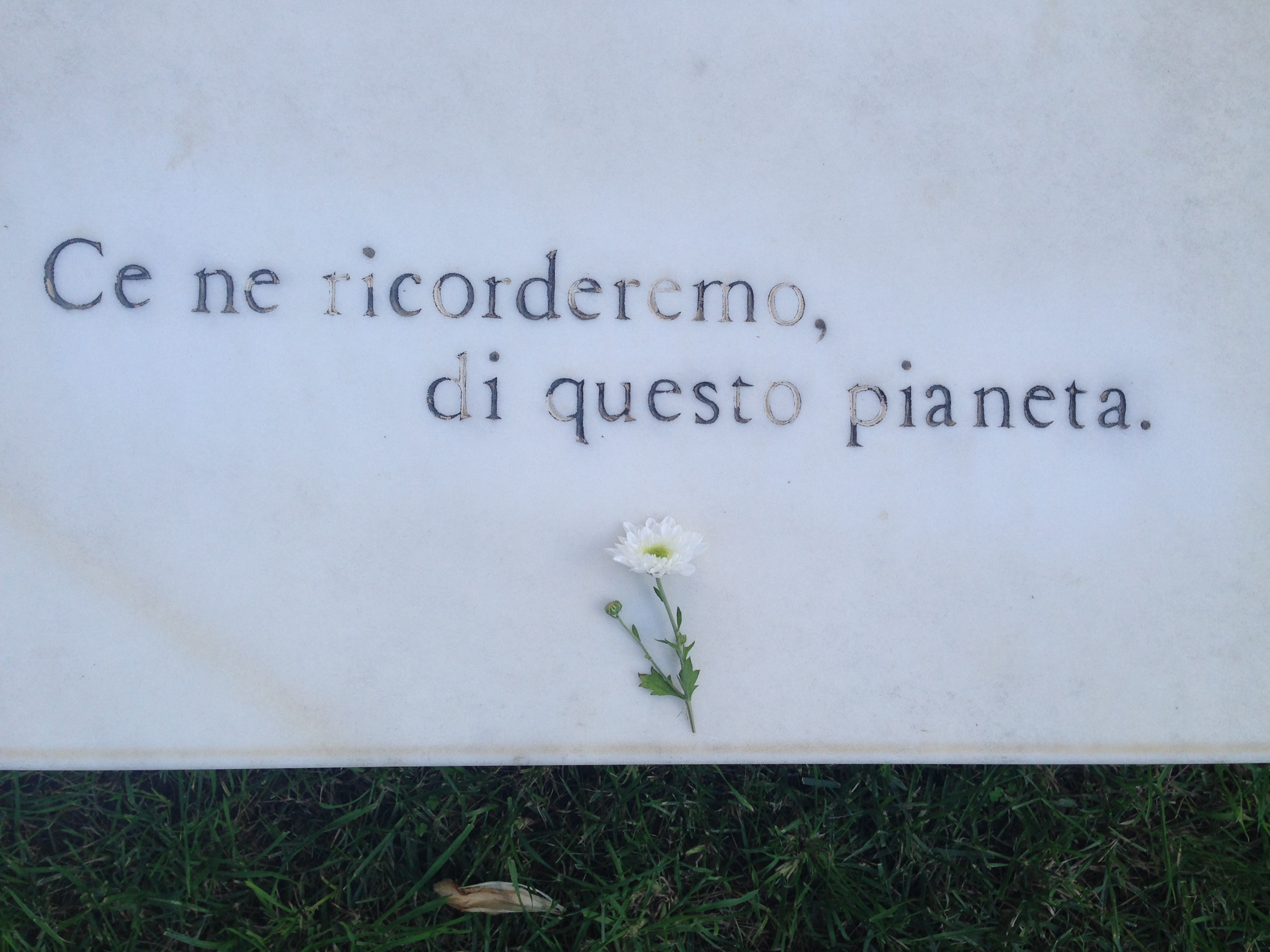
Epigrafe sulla tomba di Sciascia

Fondata il 26 giugno 1993 a Milano, a Palazzo Sormani, l'associazione degli Amici di Leonardo Sciascia, priva di scopi di lucro, si propone di incoraggiare la lettura e la ricerca in merito al pensiero e all'opera dello scrittore.
Dal 1995 al 2008 l'attività pubblicistica dell'associazione è stata incentrata su due collane realizzate in collaborazione con l'editore milanese La Vita Felice, la prima intitolata Quaderni Leonardo Sciascia, la seconda Porte aperte, per complessivi ventitré volumi pubblicati.

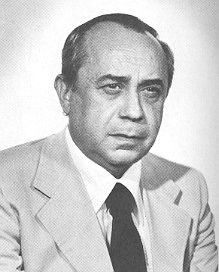
Leonardo Sciascia

Agli inizi del 2010, è stato siglato un accordo con la storica casa editrice fiorentina Leo S. Olschki, per effetto del quale viene pubblicata a cadenza annuale una rivista internazionale di studi, Todomodo, che ospita contributi originali per invito o ricevuti spontaneamente da call for papers. A fianco della rivista, è stata creata una collana di saggistica, intitolata a Sciascia scrittore europeo. Essa ospita volumi che riflettono progetti di ricerca dedicati ad esplorare le relazioni dello scrittore con le più diverse culture. A marzo 2011 la collana è stata inaugurata dal volume "Troppo poco pazzi", curato da Renato Martinoni (Università di San Gallo, Svizzera), dedicato alla frequentazione dello scrittore con la Svizzera. A gennaio 2015 è poi uscito, per le cure di Ricciarda Ricorda (Università Ca' Foscari, Venezia), il secondo volume dal titolo "Leonardo Sciascia e la Jugoslavia" sui rapporti intrattenuti dallo scrittore sin dagli inizi degli anni '60 con il mondo culturale sloveno, croato e degli altri paesi della realtà jugoslava.
Dal 2010 ogni novembre, nella ricorrenza della scomparsa dello scrittore, l'associazione promuove in città diverse i Leonardo Sciascia Colloquia, appuntamenti di confronto pubblico tra specialisti di Sciascia e studiosi di altre discipline per approfondire tematiche originali dell'opera.
La passione di Sciascia per le arti figurative viene celebrata dall'associazione sin dal 1995 attraverso la collana di cartelle fuori commercio Omaggio a Sciascia, contenenti un'incisione sciolta accompagnata da un testo. Nel 1998 è stato altresì istituito il Premio internazionale biennale Leonardo Sciascia Amateur d'Estampes per ricordare la passione di Leonardo Sciascia per l'incisione originale. Tutte le stampe degli artisti invitati al concorso vengono donate, alla fine del ciclo espositivo, alla Civica Raccolta di stampe Achille Bertarelli di Milano, il più importante gabinetto di stampe italiano, ospitato nel complesso del Castello Sforzesco. In virtù di questo gesto, prima nel 2010 il sindaco Letizia Moratti e poi nel 2014 il sindaco Giuliano Pisapia hanno assegnato agli Amici di Sciascia il riconoscimento di "benefattore", per avere contribuito con questa donazione ad accrescere il prestigio della città nelle otto edizioni della manifestazione.
Dal 1998 è attivo il Leonardo Sciascia Web, diretto da Valter Vecellio all'indirizzo amicisciascia.it, che offre, tra l'altro, l'opportunità di consultare La memoria di carta, la bibliografia più completa ad oggi realizzata (e in costante aggiornamento) sulle opere dello scrittore.

## Riconoscimenti

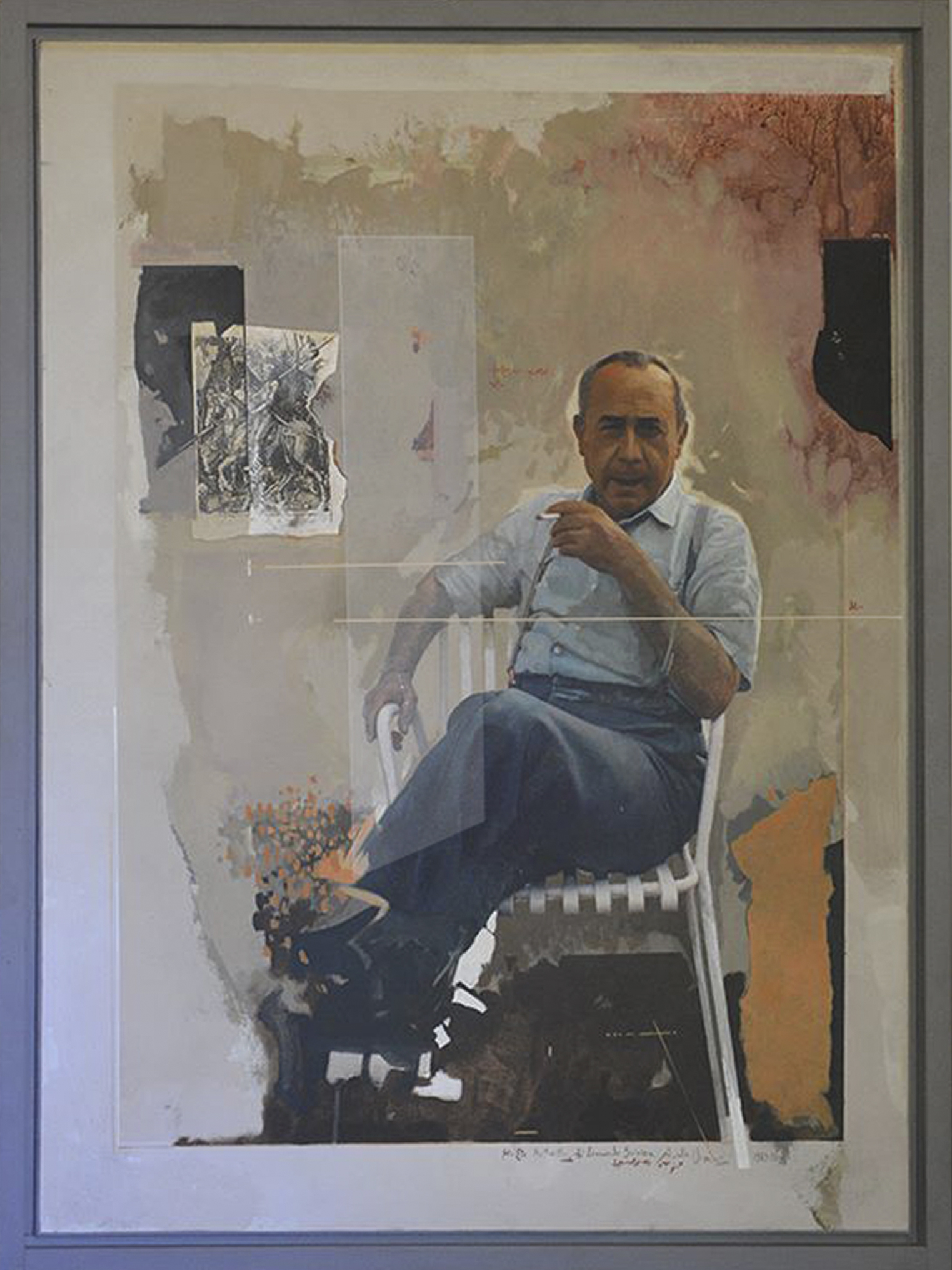

A Leonardo Sciascia sono intitolati:
- La Biblioteca Comunale di Palermo
- La Biblioteca comunale di Milena
- Il Liceo-Ginnasio Statale a Sant'Agata di Militello (Messina)
- L'Istituto comprensivo di Racalmuto (Ag), suo paese natale
- Il Parco Letterario Leonardo Sciascia,[113] tra Racalmuto, Caltanissetta e Enna
- Il Museo della Mafia a Salemi (Trapani)[114]
- l'Istituto Tecnico Commerciale e per il Turismo di Erice - Valderice (Trapani)[115]
- l'Istituto Tecnico Commerciale, Economico, Tecnologico e per il Turismo di Agrigento[116]
- Il premio letterario Racalmare a Grotte (Ag)
- La Fondazione Leonardo Sciascia nel suo paese natale, Racalmuto, che si occupa di diffondere la cultura[117]
- Sempre a Racalmuto sono presenti i “luoghi sciasciani”, ovvero quelli che hanno ispirato lo scrittore: il Circolo Unione, alias Circolo della Concordia, descritto nel libro Le parrocchie di Regalpetra e di cui Sciascia fu socio, la CasaSciascia, dove ha vissuto lo scrittore da bambino e da sposato fino al 1958, aperta al pubblico da Pippo Di Falco che l'ha acquistata per farne un museo e un centro studi sugli scrittori siciliani, l'Aula scolastica dove ha insegnato Sciascia dal 1949 al 1957, ricostruita nel 2007 nella scuola elementare "Generale E. Macaluso" (i vecchi banchi scolastici furono ripristinati nel 1999 per le riprese del film-documentario "Ce ne ricorderemo, di questo pianeta" di Salvo Cuccia, grazie al lavoro di cultori di storia locale Salvatore Picone, Carmelo Marchese e Pietro Tulumello che nel 2007 hanno collaborato con la dirigente scolastica Stefana Morreale e il sindaco di Racalmuto Luigi Restivo Pantalone per la realizzazione e l'allestimento dell'Aula-museo dedicata all'Insegnante Leonardo Sciascia). Nel 2014, grazie all'interessamento del sindaco di Racalmuto Emilio Messana e dell'assessore alla Cultura Salvatore Picone, i luoghi di Sciascia sono stati inseriti, con Decreto n. 05 del 17.09.2014 dell'Assessorato Regionale dei Beni Culturali e dell'Identità Siciliana, nella Carta regionale dei luoghi dell'identità e della memoria. Tra i "luoghi sciasciani" anche la contrada Noce, la grotta di Fra Diego La Matina, il teatro Regina Margherita, la Chiesa della Madonna del Monte. I luoghi fanno parte del percorso turistico denominato "Strada degli scrittori" nelle province di Agrigento e Caltanissetta ideato dal giornalista Felice Cavallaro. Per approfondire la storia dei principali "luoghi sciasciani" - da Racalmuto a Caltanissetta, fino a Palermo, Roma, la Milano di Manzoni, l'amata Parigi e la Spagna - leggere il libro "Dalle parti di Leonardo Sciascia" di Salvatore Picone e Gigi Restivo (Zolfo editore, 2021), con prefazione di Gaetano Savatteri, scritto per il centenario della nascita del grande scrittore siciliano.

Gli è stato anche dedicato un asteroide (12380 Sciascia).

## Opera Omnia
- Opere. 1956-1971, a cura di Claude Ambroise, Collana Classici Bompiani, Bompiani, Milano, 1987-2004 ISBN 978-88-452-0282-7
- Opere. 1971-1983, a cura di Claude Ambroise, Collana Classici Bompiani, Bompiani, Milano, 1989-2004 ISBN 978-88-452-1476-9
- Opere. 1984-1989, a cura di Claude Ambroise, Collana Classici Bompiani, Bompiani, Milano, 1991-2004 ISBN 978-88-452-1699-2
- Opere. 1956-1989. A cura di Claude Ambroise, cofanetto con 3 volumi, Collana Classici Bompiani, Bompiani, Milano, 2004, ISBN 88-452-3253-0
- Opere. Volume I: Narrativa · Teatro · Poesia, a cura di Paolo Squillacioti, Collana La Nave Argo n.15, Adelphi, Milano, 2012, ISBN 978-88-459-2744-7
- Opere. Volume II: Inquisizioni · Memorie · Saggi. Tomo I: Inquisizioni e Memorie, a cura di Paolo Squillacioti, Collana La Nave Argo n.16, Adelphi, Milano, 2014 ISBN 978-88-459-2944-1
- Opere. Volume II: Inquisizioni · Memorie · Saggi. Tomo II: Saggi letterari, storici, d'arte, civili, a cura di Paolo Squillacioti, Collana La Nave Argo n.18, Adelphi, Milano, 2019, ISBN 978-88-459-3443-8

## Opere

### Romanzi
- Il giorno della civetta, Torino, Einaudi, 1961
- Il consiglio d'Egitto, Torino, Einaudi, 1963
- A ciascuno il suo, Torino, Einaudi, 1966
- Il contesto. Una parodia, Torino, Einaudi, 1971
- Todo modo, Torino, Einaudi, 1974
- Candido, ovvero Un sogno fatto in Sicilia, Torino, Einaudi, 1977
- La strega e il capitano, Milano, Bompiani, 1986
- 1912 + 1, Milano, Adelphi, 1986[118]
- Porte aperte, Milano, Adelphi, 1987
- Il cavaliere e la morte. Sotie, Milano, Adelphi, 1988
- Una storia semplice, Milano, Adelphi, 1989, ISBN 88-459-0729-5

### Racconti

#### Raccolte di racconti
- Gli zii di Sicilia, Torino, I gettoni, Einaudi, 1958
  - L'antimonio, in Gli zii di Sicilia (2ª edizione), Torino, Einaudi, 1960
- Racconti siciliani, Urbino, Istituto statale d'arte per la decorazione e la illustrazione del libro, 1966 (pubblicata in seguito col titolo Il mare colore del vino)
- Il mare colore del vino, Torino, Einaudi, 1973
- Cronachette, Palermo, Sellerio, 1985

#### Racconti non antologizzati
- Atti relativi alla morte di Raymond Roussel, Palermo, Esse, 1971
- La sentenza memorabile, Palermo, Sellerio, 1982

### Saggistica
- Pirandello e il pirandellismo. Con lettere inedite di Pirandello a Tilgher, Caltanissetta, S. Sciascia, 1953.
- Le parrocchie di Regalpetra, Bari, Laterza, 1956.
- Pirandello e la Sicilia, Caltanissetta-Roma, S. Sciascia Editore, 1961.
- Morte dell'Inquisitore, Bari, Laterza, 1964.
- L'ordine delle somiglianze, 1967.
- La corda pazza. Scrittori e cose della Sicilia, Torino, Einaudi, 1970.
- Luciano e le fedi, in Luciano di Samosata, I Dialoghi. Dialoghi degli dei, dialoghi marini, dialoghi dei morti, dialoghi delle cortigiane, versione di Luigi Settembrini, Collana i millenni, Torino, Einaudi, 1974.
- La scomparsa di Majorana, Einaudi, Torino 1975; Adelphi, Milano 1997.
- I pugnalatori, Torino, Einaudi, 1976; Adelphi, Milano, 2003.
- L'affaire Moro, Palermo, Sellerio, 1978.
- Dalle parti degli infedeli, Palermo, Sellerio, 1979.
- Nero su nero, Torino, Einaudi, 1979.
- Il teatro della memoria, Torino, Einaudi, 1981.
- Cruciverba, Torino, Einaudi, 1983.
- Occhio di capra, Torino, Einaudi, 1984.
- Per un ritratto dello scrittore da giovane, Palermo, Sellerio, 1985.
- Ore di Spagna, Marina di Patti, Pungitopo, 1988.
- Alfabeto pirandelliano, Milano, Adelphi, 1989, ISBN 88-459-0709-0.
- Fatti diversi di storia letteraria e civile, Palermo, Sellerio, 1989.
- A futura memoria (se la memoria ha un futuro), Milano, Bompiani, 1989, ISBN 88-452-1517-2; nuova ed. corretta a cura di Paolo Squillacioti, Milano, Adelphi, 2017.
- Leonardo Sciascia scrittore editore ovvero La felicità di far libri, a cura di Salvatore Silvano Nigro, Collana La memoria n. 567, Palermo, Sellerio, 2003, ISBN 978-88-389-1815-5. - nuova ed. aumentata, Fuori collana n.26, Palermo, Sellerio, 2019, ISBN 978-88-389-3945-7.
- La storia della mafia, Milano, Barion, 2013, ISBN 978-88-6759-001-8.
- Fine del carabiniere a cavallo. Saggi letterari (1955-1989), a cura di Paolo Squillacioti, Milano, Adelphi 2016, ISBN 978-88-459-3051-5.
- Il metodo di Maigret e altri scritti sul giallo, a cura di Paolo Squillacioti, Milano, Adelphi, 2018, ISBN 978-88-459-3242-7.
- «Questo non è un racconto». Scritti per il cinema e sul cinema, a cura di Paolo Squillacioti, Collana Piccola Biblioteca n.759, Milano, Adelphi, 2021, ISBN 978-88-459-3540-4.
- Breve storia del romanzo poliziesco, a cura di Eleonora Carta, Parva n.27, Perugia, Graphe.it, 2022, ISBN 9788893721547.

### Raccolte di poesie
- Favole della dittatura, Roma, Bardi, 1950.
- La Sicilia, il suo cuore, Roma, Bardi, 1952.

### Testi teatrali
- L'onorevole. Dramma in tre atti, Torino, Einaudi, 1965.
- Recitazione della controversia liparitana dedicata ad A.D., Torino, Einaudi, 1969.
- I mafiosi, Torino, Einaudi, 1976.

### Sceneggiature
- La smania addosso, regia di Marcello Andrei (1963)
- L'Italia vista dal cielo, episodio Sicilia, regia di Folco Quilici (1970)
- Bronte: cronaca di un massacro che i libri di storia non hanno raccontato, regia di Florestano Vancini (1972)
- La singolare avventura di Francesco Maria, episodio televisivo diretto da Enzo Muzii (1983)

### Soggetti televisivi
- Alle origini della mafia, sceneggiato televisivo diretto da Enzo Muzii (1976)

### Articoli giornalistici (parziale)
- Questa mafia, in "L'Ora", Anno 61, n. 85, 8-9 aprile 1960
- Greco. Il suo destino si chiama Sicilia. La mostra catanese del grande scultore, in "L'Ora", Anno 66, 26-27 febbraio 1965
- I professionisti dell'antimafia, in Corriere della Sera, 10 gennaio 1987

### Conversazioni
- La Sicilia come metafora, Intervista di Marcelle Padovani, Milano, Arnoldo Mondadori Editore, 1979, ISBN 88-04-33004-X.
- Conversazione in una stanza chiusa, con Davide Lajolo, Milano, Sperling & Kupfer, 1981.
- Fuoco all'anima, Conversazione con Domenico Porzio, Milano, Arnoldo Mondadori Editore, marzo 1992, ISBN 978-88-04-35592-2. - A cura di Michele Porzio, Collana Piccola Biblioteca n.772, Milano, Adelphi, 2021, ISBN 978-88-459-3639-5

### Altro
- Santo Marino. Con 1 acquaforte originale e 10 riproduzioni, Caltanissetta-Roma, S. Sciascia, 1963
- Feste religiose in Sicilia, con fotografie di Ferdinando Scianna, Bari, Leonardo da Vinci, 1965.
- Pietro Tulumello, Leonardo da Regalpetra. Un album di ricordi, con prefazione di Gesualdo Bufalino, Milano, 1990
- Pietro Tulumello, La Sicilia, il suo cuore. Omaggio a Leonardo Sciascia, Fondazione Leonardo Sciascia, Racalmuto, 1992
- Giuseppe Pitrè-Leonardo Sciascia, Urla senza suono. Graffiti e disegni dei prigionieri dell'Inquisizione, Nota di Giuseppe Quatriglio, Collana La memoria n.409, Palermo, Sellerio, 1999, ISBN 88-389-1422-2.

### Curatele, prefazioni, postfazioni e introduzioni
- Pier Paolo Pasolini, Dal diario (1945-47), a cura di, Caltanissetta, Edizioni Salvatore Sciascia, 1954.
- Il fiore della poesia romanesca (Belli, Pascarella, Trilussa, Dell'Arco), a cura di, premessa di Pier Paolo Pasolini, Caltanissetta, Edizioni Salvatore Sciascia, 1952.
- Prefazione a Manuel Azaña Díaz, La Veglia a Benicarlo, Torino, Einaudi, 1967.
- Prefazione a Ignazio Buttitta, Io faccio il poeta, Milano, Feltrinelli, 1972.
- Prefazione a Henner Hess, Mafia, Bari-Roma, Laterza, 1973.
- Prefazione e postfazione a Agata Christie, L’assassinio di Roger Ackroyd, Milano, A. Mondadori, 1975.
- Delle cose di Sicilia. Testi inediti o rari, (4 voll.), Biblioteca siciliana di storia e letteratura n. 11, Palermo, Sellerio, 1980, ISBN 978-88-389-0035-8.
- Prefazione a Sebastiano Aglianò, Questa Sicilia, Venezia, Corbo & Fiore, 1982.
- Prefazione a Lino Jannuzzi, Così parlò Buscetta, Milano, SugarCo, 1986.
- Prefazione a Fabrizio Calvi, La vita quotidiana della mafia dal 1950 ai nostri giorni, Milano, Rizzoli, 1986.
- Vitaliano Brancati, Opere 1932-1946, a cura di, Milano, Bompiani, 1987.
- Prefazione a Raffaele Genah e Valter Vecellio, Storie di ordinaria ingiustizia, Milano, SugarCo, 1987.
- Alberto Savinio, Opere. Scritti dispersi tra guerra e dopoguerra, a cura di, Milano, Bompiani, 1989.

### Audiolibri
- Il mare colore del vino letto da Enrico Lo Verso, Roma, edizioni Full Color Sound srl, 2015
- Il lungo viaggio, Filologia, Giufà, La rimozione, letti da Leo Gullotta, Roma, edizioni Full Color Sound srl, 2014
- A ciascuno il suo Archiviato il 10 settembre 2014 in Internet Archive., letto da Massimo Malucelli, Ed. il Narratore Srl, 2009, Zovencedo (VI)
- Il giorno della civetta Archiviato il 20 settembre 2014 in Internet Archive., letto da Massimo Malucelli, Ed. il Narratore Srl, 2011, Zovencedo (VI)

## Monografie e riviste dedicate a Leonardo Sciascia
- Gian Marco Antignani e Carlo Boumis, Leonardo Sciascia. La mitografia della ragione, Lithos, Roma 1965
- Filippo Cilluffo, Leonardo Sciascia: cinque immagini della Sicilia, Fondazione Ignazio Mormino, Palermo 1965
- Walter Mauro, Leonardo Sciascia, La Nuova Italia, Firenze 1970 (e poi 1973, edizione ampliata e riveduta)
- Claude Ambroise, Invito alla lettura di Sciascia, Mursia, Milano 1974 (e poi 1983, edizione riveduta e ampliata)
- Narratori siciliani del secondo dopoguerra, a cura di Sarah Zappulla Muscarà, Giuseppe Maimone Editore, Catania 1990
- Leonardo Sciascia, a cura di Sebastiano Gesù, Giuseppe Maimone Editore, Catania 1992
- Cadaveri Eccellenti, a cura di Sebastiano Gesù, Giuseppe Maimone Editore, Catania 1992
- Antonio Di Grado, Leonardo Sciascia. La figura e l'opera, Il Pungitopo, Marina di Patti 1992
- Gaetano Compagnino, Leonardo Sciascia nella terra dei letterati, Catania, Bonanno Editore, Catania 1994
- Salvatore Picone, Gigi Restivo, "Dalle parti di Leonardo Sciascia", Zolfo Editore, Milano 2021
- Massimo Onofri, Storia di Sciascia, 1ª ed., Laterza, 1994, ISBN 978-88-420-7217-1.
- Giuseppe Traina, La soluzione del cruciverba. Leonardo Sciascia fra esperienza del dolore e resistenza al Potere, Salvatore Sciascia editore, Caltanissetta-Roma 1994
- Sabatino Landi (a cura di), Cinema e Letteratura - Leonardo Sciascia (contiene saggi di Claude Ambroise, Giuseppe Giarrizzo, Sebastiano Gesù, Giuliana Muscio, Ugo Pirro, Edoardo Lugarini, Ermanno Comuzio), Edizioni Cinemazero, Pordenone 1995
- Matteo Collura, Il maestro di Regalpetra. Vita di Leonardo Sciascia, Longanesi, 1996, ISBN 978-88-7818-765-8.
- Pino Silvestro, Le epigrafi di Leonardo Sciascia, Sellerio, 1996, ISBN 978-88-389-1317-4.
- Valentina Fascia, Francesco Izzo e Andrea Maori, La memoria di carta: Bibliografia delle opere di Leonardo Sciascia, Edizioni Otto/Novecento, Milano 1998
- Matteo Collura, Leonardo Sciascia. La memoria, il futuro, Bompiani, 1999, ISBN 978-88-452-3863-5.
- Antonio Di Grado, Quale in lui stesso alfine l'eternità lo muta, Sciascia, Caltanissetta 1999
- Giuseppe Traina, Leonardo Sciascia, Milano, Bruno Mondadori editore, 1999, ISBN 88-424-9489-5.
- Giuseppe Traina, In un destino di verità. Ipotesi su Sciascia, La Vita Felice, Milano 1999
- Matteo Collura, Alfabeto eretico. Da Abbondio a Zolfo: 50 voci dall'opera di Sciascia per capire la Sicilia e il mondo d'oggi, Longanesi, 2002, ISBN 978-88-304-1883-7.
- Massimo Onofri, Sciascia, Einaudi, 2002, ISBN 978-88-06-15645-9.
- Valter Vecellio (a cura di), L'uomo solo: L'Affaire Moro di Leonardo Sciascia, Edizioni La Vita Felice, Milano 2002
- Valter Vecellio, Saremo perduti senza la verità, Edizioni La Vita Felice, Milano 2003
- Matteo Collura, I luoghi del romanzo. Pirandello, Tomasi di Lampedusa, Sciascia, Angelo Pitrone, Sciascia, 2004, ISBN 978-88-8241-195-4.
- Giovanna Jackson, Nel labirinto di Sciascia, Edizioni La Vita Felice, Milano 2004
- Lanfranco Palazzolo, Leonardo Sciascia. Deputato Radicale, 1979-1983, Kaos edizioni, Palermo, 2004, ISBN 88-7953-128-X
- Attilio Scuderi, Lo stile dell'ironia. Leonardo Sciascia e la tradizione del romanzo, Milella, Lecce, 2004
- Egle Palazzolo, Sciascia. Il romanzo quotidiano, Edizioni Kalós, Palermo, 2005
- Luigi Pogliaghi (a cura di), Giustizia come ossessione: forme della giustizia nella pagina di Leonardo Sciascia, La Vita Felice, Milano, 2005
- Jo-Ann Cannon, The Novel as Investigation: Leonardo Sciascia, Dacia Maraini, and Antonio Tabucchi, Toronto Italian studies, University of Toronto Press, Toronto, 2006
- Marcello D'Alessandra e Stefano Salis (a cura di), Nero su giallo: Leonardo Sciascia eretico del genere poliziesco, La Vita Felice, Milano, 2006
- Matteo Collura, L'isola senza ponte. Uomini e storie di Sicilia, Longanesi, 2007, ISBN 978-88-304-2450-0.
- Pietro Milone, L'enciclopedia di Leonardo Sciascia: caos, ordine e caso: atti del 10 ciclo di incontri (Roma, gennaio-aprile 2006), Quaderni Leonardo Sciascia n.11, La Vita Felice, Milano, 2007, ISBN 978-88-7799-193-5
- Salvatore Picone, Tra i banchi di Regalpetra. Leonardo Sciascia e la sua scuola, Edizioni Malgrado tutto, Racalmuto, 2007
- Giovanna Lombardo, Il critico collaterale: Leonardo Sciascia e i suoi editori, Collana Porte Aperte, La Vita Felice, Milano, 2008, ISBN 978-88-7799-226-0
- Andrea Camilleri, Un onorevole siciliano. Le interpellanze parlamentari di Leonardo Sciascia, Milano, Bompiani, 2009, ISBN 978-88-452-6351-4.
- Matteo Collura, Alfabeto Sciascia, Milano, Longanesi, 2009, ISBN 978-88-304-2733-4.
- Giuseppe Traina, Una problematica modernità. Verità pubblica e scrittura a nascondere in Leonardo Sciascia, Bonanno editore, Acireale-Roma, 2009, ISBN 88-7796-626-2
- AA.VV., Leonardo Sciascia e la giovane critica (a cura di F. Morello, A. Schembari, G. Traina), Salvatore Sciascia editore, Caltanissetta-Roma 2009. [Contiene saggi di Agnese Amaduri, Claudia Carmina, Anna Carta, Maria Giuseppina Catalano, Alessandro Cinquegrani, Marcello D'Alessandra, Davide Dalmas, Salvatore Ferlita, Gabriele Fichera, Giuseppe Giglio, Gian Paolo Giudicetti, Mariagiovanna Italia, Fabio Moliterni, Flora Monello, Maria Panetta, Francesco Pontorno, Ivan Pupo, Maria Rizzarelli, Andrea Schembari, Javier Serrano, Samantha Viva]
- Renato Martinoni (a cura di), Troppo poco pazzi. Leonardo Sciascia nella libera e laica svizzera, Collana Sciascia scrittore europeo, Leo S. Olschki editore, Firenze, 2011, ISBN 978-88-222-6056-7
- Francesco Izzo, Carlo Fiaschi, Mark Chu (a cura di), TODOMODO, rivista internazionale di studi sciasciani, a Journal of Sciascia Studies, Leo S. Olschki editore, Firenze, anno I, vol. I, 2011 e successivi[119]
- Ricciarda Ricorda (a cura di), Leonardo Sciascia e la Jugoslavia, Collana Sciascia scrittore europeo, Leo S. Olschki editore, Firenze, 2015, ISBN 978-88-222-6347-6
- Giuliana Benvenuti, Microfisica della memoria. Leonardo Sciascia e le forme del racconto, Bologna, Bononia University Press, 2013, ISBN 978-88-739-5880-2
- Rosario Castelli, «Contraddisse e si contraddisse». Le solitudini di Leonardo Sciascia, Città di Castello (PG), Franco Cesari Editore, 2016, ISBN 978-88-766-7567-6
- Nico Perrone, La profezia di Sciascia. Una conversazione e quattro lettere, Archinto, Milano, 2015, ISBN 978-88-7768-676-3
- AA.VV., Altro su Sciascia, a cura di Mario Grasso, Prova d'Autore, Catania, 2019.
- Stefano Lanuzza, Scrittore contro. L'opera di Leonardo Sciascia, Jouvence, Milano, 2020, ISBN 978-88-7801-714-6

## Articoli, recensioni, testi suIl giorno della civetta
- M. Prisco, "Il giorno della civetta", in Baretti, nº 8, marzo-aprile, 1961
- D. Giuliana, "Sicilia di Sciascia", in La Fiera Letteraria, 28 maggio 1961
- P. Milano, "Un carabiniere di sinistra", in L'Espresso, 4 giugno 1961
- P. Dallamano, "L'ora della civetta", in L'Ora, 8 luglio 1961
- V. De Martinis, "Il giorno della civetta", in Letture, nº 7, luglio 1961

## Arti figurative
- Francesco Izzo, Come Chagall vorrei cogliere questa terra, Leonardo Sciascia e l'arte. Bibliografia ragionata di una passione, in La memoria di carta Edizioni Otto/Novecento, Milano, 1998, pp. 191–276
- Giuseppe Cipolla, "L'universo sciasciano delle arti figurative", in “El Aleph”, n. 11, 2009, pp. 82–87
- Giuseppe Cipolla, Le radici di una passione. Leonardo Sciascia e le arti figurative attraverso la direzione di “Galleria. Rassegna bimestrale di cultura” 1949-1989, in «Malgrado Tutto», “Speciale Leonardo Sciascia vent'anni dopo”, XXVIII, 4, novembre 2009, p. 15 (Racalmuto, C. P. n. 49)
- Giuseppe Cipolla, “Io lo conoscevo bene...”. Renato Guttuso visto da Leonardo Sciascia, in Temi di Critica, a cura di S. La Barbera, «teCla. Temi di Critica d'arte e Letteratura artistica», 1, aprile, 2010, pp. 109–129 (DOI:10.4413/978-88-904738-21)
- Francesco Izzo (a cura di), Il gesto con un'intervista di Lea Vergine a Leonardo Sciascia sull'arte contemporanea e un bulino di Gaetano Tranchino, Omaggio a Sciascia, Amici di Leonardo Sciascia, 2011
- Francesco Izzo (a cura di), 2012-2013 Leonardo Sciascia amateur d'estampes, con una prefazione di Luigi Cavallo e un testo di Pierre Higonnet, Il Girasole Edizioni, Valverde (Catania), 2012
- Giuseppe Cipolla, Leonardo Sciascia e le arti visive. La rivista "Galleria. Rassegna bimestrale di cultura 1949-1989", I parte, in «Annali di Critica d'Arte», a. VII (2011), collana diretta da G. C. Sciolla, CB Edizioni, Poggio a Caiano, 2012, pp. 359–408 (ISSN 2279-557X)
- Giuseppe Cipolla, Leonardo Sciascia e le arti figurative attraverso la direzione di "Galleria rassegna bimestrale di cultura", II parte, Scritti di Sciascia 1952-1990, in «Annali di Critica d'Arte», a. VIII (2012), collana diretta da G. C. Sciolla, CB Edizioni, Poggio a Caiano 2012, pp. 193–269 (ISSN 2279-557X)
- Giuseppe Cipolla, Leonardo Sciascia e l'architettura in Sicilia tra strutturalismo e immagini letterarie, in «Aa. Quadrimestrale dell'Ordine degli Architetti Pianificatori, Paesaggisti e Conservatori di Agrigento», a. XV, n. 30, dicembre, 2012, pp. 31–37 (ISSN n. 1827-854X)
- Lavinia Spalanca, La tentazione dell'arte, Salvatore Sciascia Editore (Caltanissetta), 2012
- Giuseppe Cipolla, La cultura figurativa siciliana negli interventi critici di Leonardo Sciascia (1964-1987).TECLA.RIVISTA, ISSN 2038-6133, doi: 10.4413/RIVISTA/CIPOLLA1
- Giuseppe Cipolla, "Stendhalismo" e dintorni: Savinio, Clerici e altri. L'occhio di Leonardo Sciascia, in «Letteratura&Arte», 12, 2014, MMXIV, Pisa-Roma, Serra Editore, pp. 173–190 (ISSN n. 1724-613X)
- Giuseppe Cipolla, Leonardo Sciascia e le arti figurative in Sicilia, in «InFolio», n. 31, 2014, pp. 47–52 (ISSN n. 1828-2482)
- Franco La Magna, Lo schermo trema. Letteratura siciliana e cinema, Città del Sole Edizioni, Reggio Calabria, 2010, ISBN 978-88-7351-353-7
- Maria Rizzarelli, Sorpreso a pensare per immagini- Sciascia e le arti visive, Edizioni ETS (Pisa), 2013
- Francesco Izzo (a cura di), 2015-2016 Leonardo Sciascia amateur d'estampes, con una prefazione di Lorenza Salamon e un testo di Lavinia Spalanca, Il Girasole Edizioni, Valverde (Catania), 2014
- Giuseppe Cipolla, Ai pochi felici. Leonardo Sciascia scrittore d’arte. Antologia di scritti sull'arte, in «Letteratura&Arte», 14, 2016, MMXVI, Pisa-Roma, Serra Editore, 2016 (ISSN n. 1724-613X)
- Leonardo Sciascia e le arti visive. Un sistema di conoscenza dal fisico al metafisico. Riflessi di critica d'arte sul Novecento, catalogo della mostra (Agrigento, Museo Archeologico Regionale Pietro Griffo, 24/30 giugno 2015, Racalmuto, Fondazione Leonardo Sciascia, 24 giugno/28 settembre 2015) a cura di G. Costantino, G. Cipolla, Palermo: Regione Siciliana, Assessorato dei beni culturali e dell'identità siciliana, Dipartimento dei beni culturali e dell'identità siciliana, 2015 (stampa 2016)
- Giuseppe Cipolla, Gli scritti d'arte di Leonardo Sciascia. Riflessi di critica d'arte sul Novecento: alcune ipotesi, in Leonardo Sciascia e le arti visive. Un sistema di conoscenza dal fisico al metafisico. Riflessi di critica d'arte sul Novecento, catalogo della mostra (Agrigento, Museo Archeologico Regionale Pietro Griffo, 24/30 giugno 2015, Racalmuto, Fondazione Leonardo Sciascia, 24 giugno/28 settembre 2015) a cura di G. Costantino, G. Cipolla, Palermo: Regione Siciliana, Assessorato dei beni culturali e dell'identità siciliana, Dipartimento dei beni culturali e dell'identità siciliana, 2015 (stampa 2016)
- Giuseppe Cipolla, Leonardo Sciascia e il microcosmo dell'incisione: 'figura minore e segreta del mondo', in Leonardo Sciascia e le arti visive. Un sistema di conoscenza dal fisico al metafisico. Riflessi di critica d'arte sul Novecento, catalogo della mostra (Agrigento, Museo Archeologico Regionale Pietro Griffo, 24/30 giugno 2015, Racalmuto, Fondazione Leonardo Sciascia, 24 giugno/28 settembre 2015) a cura di G. Costantino, G. Cipolla, Palermo: Regione Siciliana, Assessorato dei beni culturali e dell'identità siciliana, Dipartimento dei beni culturali e dell'identità siciliana, 2015 (stampa 2016)
- Giuseppe Cipolla, Leonardo Sciascia e la difesa dei beni culturali in Sicilia, in Critica d’arte e tutela in Italia: figure e protagonisti nel secondo dopoguerra, Atti del Convegno del X anniversario della Società Italiana di Storia della Critica d’Arte (Sisca), Perugia 17-19 novembre 2015, a cura di C. Galassi, Aguaplano, Passignano 2017, pp. 487-500
- Giuseppe Cipolla, Nell'ombra di Caravaggio. Leonardo Sciascia e la Natività dell'Oratorio di San Lorenzo: una storia non semplice, in Una storia non semplice. Suggestioni caravaggesche dai depositi di Palazzo Abatellis, catalogo della mostra (Palermo, Palazzo Abatellis, 13 maggio - 17 settembre 2017) a cura di E. De Castro, Palermo, Palermo 2018, pp. 95-103
- Giuseppe Cipolla, "Ai pochi felici". Leonardo Sciascia e le arti visive. Un caleidoscopio critico, prefazione di Gianni Carlo Sciolla, Edizioni Caracol, Palermo 2020, ISBN 978-88-32240-22-1

## Cinema
Numerosi sono i film tratti da opere di Leonardo Sciascia:
- 1967: A ciascuno il suo di Elio Petri;
- 1968: Il giorno della civetta di Damiano Damiani;
- 1969: Un caso di coscienza di Giovanni Grimaldi, tratto dal racconto omonimo contenuto ne Il mare colore del vino;
- 1971: Gioco di società di Giacomo Colli, film per la TV tratto dal racconto omonimo contenuto ne Il mare colore del vino;
- 1972: Storia dell'emigrazione di Alessandro Blasetti, film per la TV tratto dal racconto Il lungo viaggio contenuto ne Il mare colore del vino. Leonardo Sciascia a causa dell'omonimo cognome e comune origine agrigentina con lo scrittore e presentatore televisivo Ugo Sciascia talvolta è stato erroneamente confuso con quest'altro autore[122];
- 1976:
  - Cadaveri eccellenti di Francesco Rosi, tratto dal romanzo Il contesto;
  - Todo modo di Elio Petri;
  - Una vita venduta di Aldo Florio, dalla novella L'antimonio;
- 1978: Grand Hotel des Palmes di Memè Perlini, liberamente ispirato al libro Atti relativi alla morte di Raymond Roussel;
- 1982: Candido di Roberto Guicciardini, film per la TV;
- 1982: Western di cose nostre di Pino Passalacqua, film per la TV tratto dal racconto omonimo contenuto ne Il mare colore del vino;
- 1989: Gioco di società di Nanni Loy, film per la TV tratto dal racconto omonimo contenuto ne Il mare colore del vino;
- 1990:
  - Porte aperte di Gianni Amelio;
  - Filologia di Giuseppe Gigliorosso, film per la TV tratto dal racconto omonimo contenuto ne Il mare colore del vino;
- 1991: Una storia semplice di Emidio Greco;
- 2000: Ce ne ricorderemo, di questo pianeta. Un sogno di Sciascia in Sicilia di Davide Camarrone e Salvo Cuccia;
- 2001: Il consiglio d'Egitto di Emidio Greco.